# Oviedo
Oviedo (en asturiano: Uviéu) es una ciudad española, capital del Principado de Asturias. Su origen se remonta a la Alta Edad Media —siglo VIII—, o incluso a antes, denominada en origen Ovetum. La ciudad es la capital del concejo homónimo (el equivalente asturiano del municipio) y forma parte de la parroquia de Oviedo.
Es el centro geográfico, universitario, religioso, político y administrativo de Asturias, sede de la Junta General del Principado, de sus instituciones, de la Universidad de Oviedo, del Museo de Bellas Artes de Asturias, de los Premios Princesa de Asturias así como de la archidiócesis de Oviedo. Es reconocida como una de las ciudades con mayor calidad de vida de Europa según la Comisión Europea.[cita requerida]
El concejo de Oviedo tiene una población de 220 543 habitantes (INE 2024) lo cual lo colocaba en el puesto número 25 entre los municipios más poblados de España, siendo el segundo de Asturias tras Gijón, del que se encuentra situado a unos 28 km; además está a 27 km de Avilés, formando junto a ambos concejos el área metropolitana central de Asturias que engloba a 800 000 personas y el denominado ocho asturiano.
Ostenta los títulos de «muy noble, muy leal, benemérita, invicta, heroica y buena» que figuran en el escudo del municipio y así lo recoge una placa situada en la fachada de la casa consistorial.
El concejo está regido por el Ayuntamiento de Oviedo, que cuenta con un pleno conformado por 27 concejales y es presidido por el alcalde de Oviedo, que desde 2019 es Alfredo Canteli (PP).

## Toponimia
Uviéu o Uvieo es el nombre que recibe la ciudad en asturiano. La denominación en castellano es Oviedo, siendo desde marzo de 2019 la denominación bilingüe «Oviedo / Uviéu» la oficial para la ciudad. En las crónicas medievales del Reino de Asturias se la denomina alternativamente Ovetao u Oveto. Así, en el Testamento de Alfonso II se la denomina Ovetdao, Ovetao en la Crónica Albeldense y Oveto en el Pacto monástico de San Vicente y en las Crónicas de Alfonso III, tanto en su versión rotense, como sebastianense.

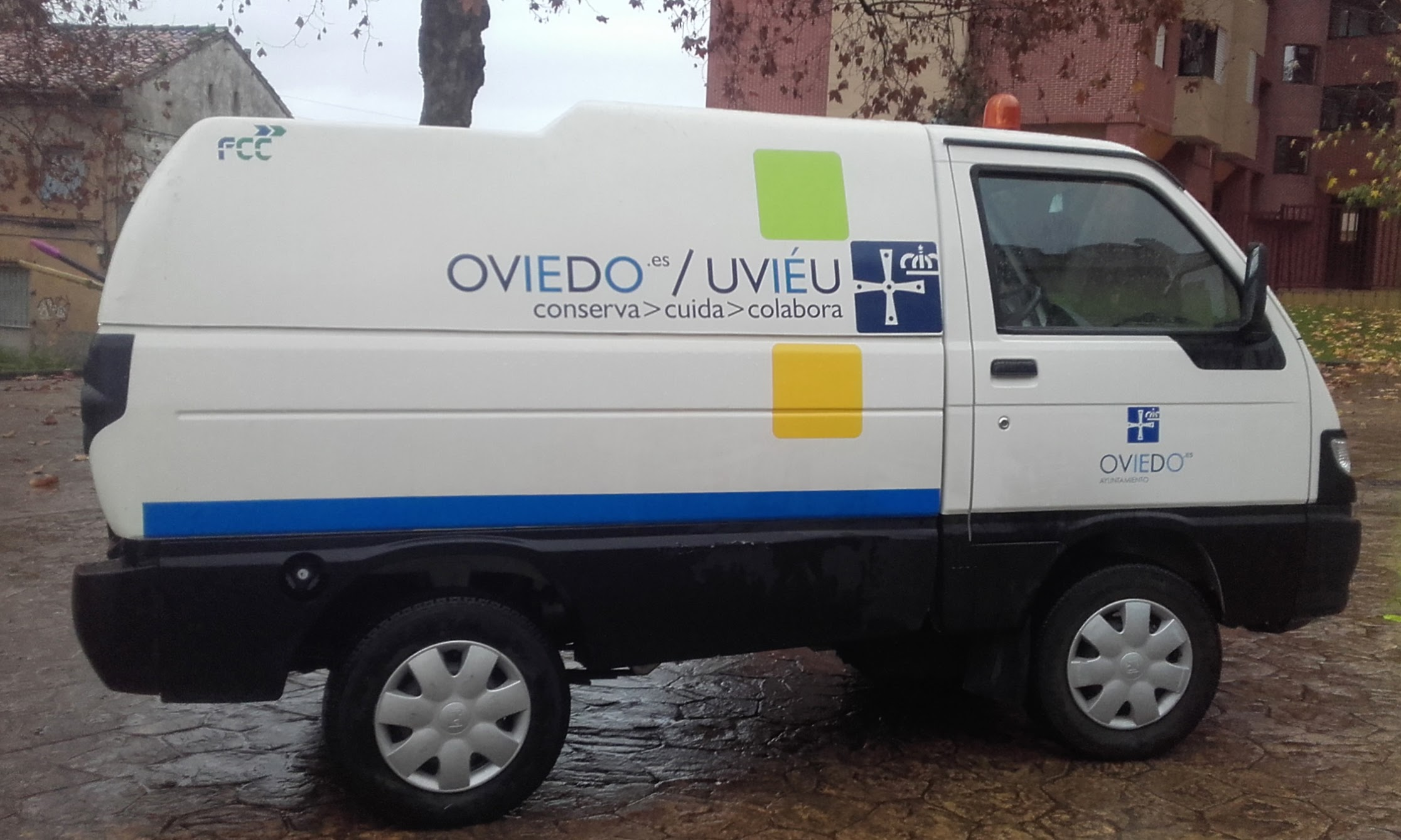
Uso del topónimo asturiano en un vehículo municipal

Etimológicamente no está claro el origen del nombre de la ciudad. Ramón Menéndez-Pidal le atribuyó al topónimo un origen celta. También se le han atribuido diversos significados en lengua vasca. Algunas teorías apuntan a que proviene del latín medieval Urbs Vetus, que significa 'ciudad vieja'. Para otros el origen se trataría de la unión de Ovis con el sufijo -etum, que significa 'lugar abundante en ovejas', aunque esto no parece muy fundamentado. Otras explicaciones consideran que iovetano es adjetivo de Iove (que significa Júpiter, por lo que el lugar podría haber sido un lugar de veneración a Júpiter), o que proviene del idioma celta. Joaquín Manzanares propuso la explicación de que el nombre de la ciudad proviene del latín Albetum (blanquecino), debido al color del montículo donde se asentaba el núcleo original de la ciudad; esto coincide con la descripción que hizo del lugar el Padre Carvallo. Así, surge otra posible interpretación del origen del nombre de la ciudad, que indica que Oviedo proviene de Alvietum (de la unión de Alveum y la terminación -etum), que significa 'lugar abundante en arroyos' y que también coincidiría con la descripción dada por Padre Carvallo. Pese a todo, aún no se tiene claro el origen etimológico de 'Oviedo' y ninguna teoría es plenamente aceptada.
Existen otras ciudades con el mismo nombre, todas ellas en el continente americano: en Baja California, en Veracruz (México), en Paraguay, en la República Dominicana y en Florida (Estados Unidos).

### Gentilicio

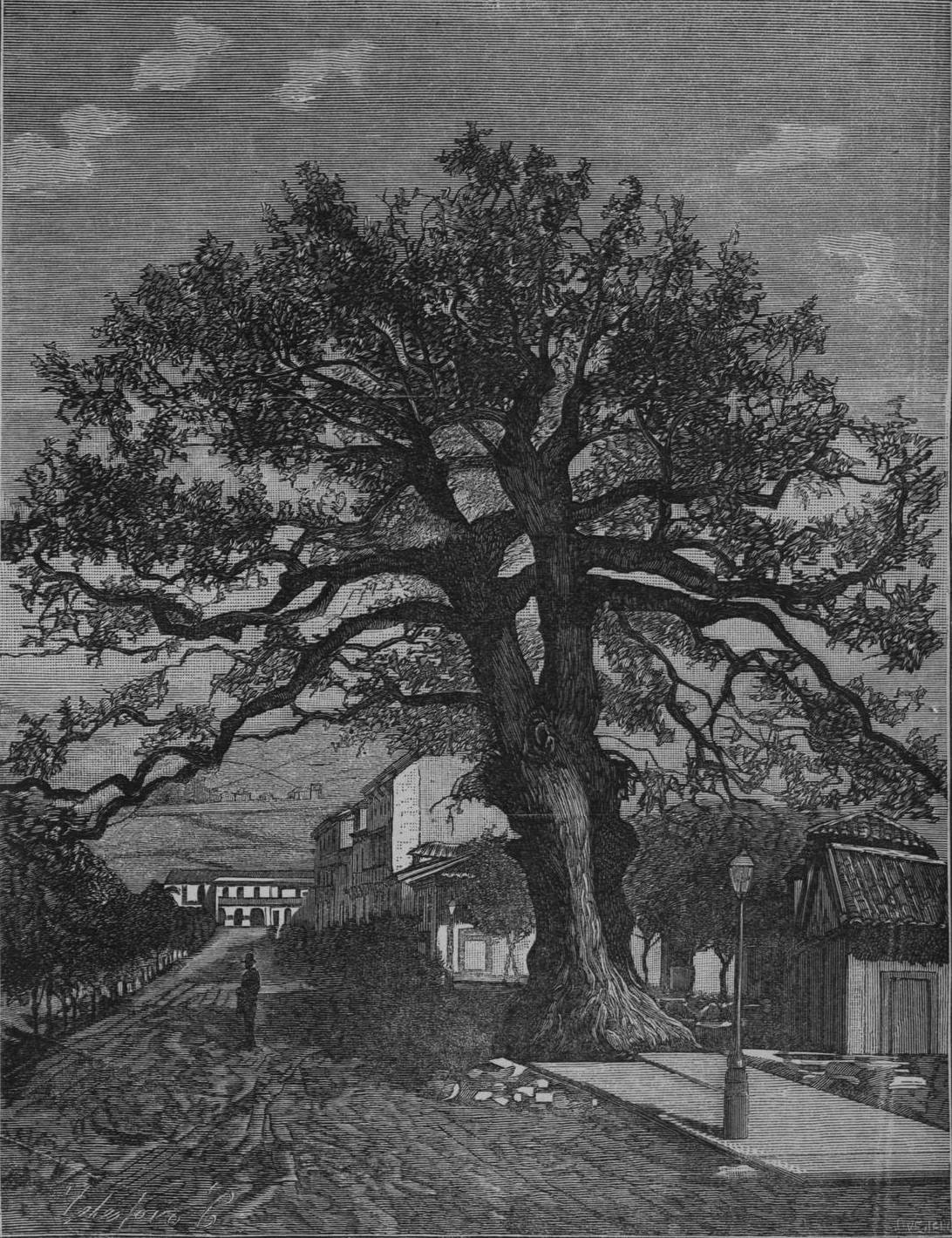
El Carbayón que dio nombre a los habitantes de la ciudad de Oviedo, talado en 1879

El gentilicio de los habitantes de Oviedo es ovetense, aunque popularmente también se les conoce como carbayones o carbayonas en recuerdo de un árbol que fue durante muchos siglos símbolo de la ciudad. Un carbayu es un roble en asturiano, un árbol que era sagrado para los antiguos astures y cántabros.
Uno de ellos, varias veces centenario, era conocido con el nombre de «el Carbayón» y estaba plantado en lo que hasta mediados del siglo XIX eran las afueras de la ciudad. La necesidad de conectar el casco antiguo de la ciudad con la nueva Estación del Norte, a la que llegaban los trenes provenientes de la Meseta Central, llevó a la corporación municipal a impulsar un ensanche que obligó a talarlo, pues su presencia impedía que la que hoy es calle de Uría tuviese el trazado rectilíneo que pretendían los impulsores de esta ordenación del extrarradio de la ciudad. Pese a la oposición de gran parte de los ciudadanos, el roble fue finalmente talado en 1879.
En 1950 el municipio plantó otro roble cerca del Teatro Campoamor al que se apodó cariñosamente «el Carbayín», pero se secó pocos años después. En 1970 fue sustituido por otro, traído de San Lázaro de Paniceres (concejo de Oviedo), que aún hoy en día se levanta en la parte trasera del citado teatro dando nombre a la plaza que lo acoge. Además, en el lugar donde estaba «el Carbayón» original se colocó sobre la acera una placa conmemorativa en marzo de 1949.

## Símbolos
Los símbolos del concejo de Oviedo son el escudo, en el que figuran los títulos que ostenta la ciudad alrededor de la Cruz de los Ángeles y timbrado por una corona real, y la bandera, que es de color azul con el escudo en el centro.

## Historia

### Edad Media
La ciudad de Oviedo fue fundada en 761, según el relato que se hace de la misma en el Pacto monástico de San Vicente, fechado en 781 y conservado en copia del siglo XII en el Archivo del Monasterio de San Pelayo, sobre una colina situada en el cruce de caminos que unían, de norte a sur, León con Lucus Asturum, la actual Lugo de Llanera, pasando por el puerto de Pajares, y el que se dirigía al oeste en dirección a Galicia. La colina, en ese momento desierta, llamada Ovetao u Oveto, fue ocupada por los monjes Máximo y Fromestano, quienes construyeron un monasterio que dedicaron a San Vicente. Posteriormente, en fecha imprecisa y probablemente para confirmar la posesión de la colina por los monjes de San Vicente, el rey Fruela I visitó el lugar y decidió erigir una basílica dedicada a San Salvador y otras dependencias en las que nacería su hijo, el futuro Alfonso II el Casto.

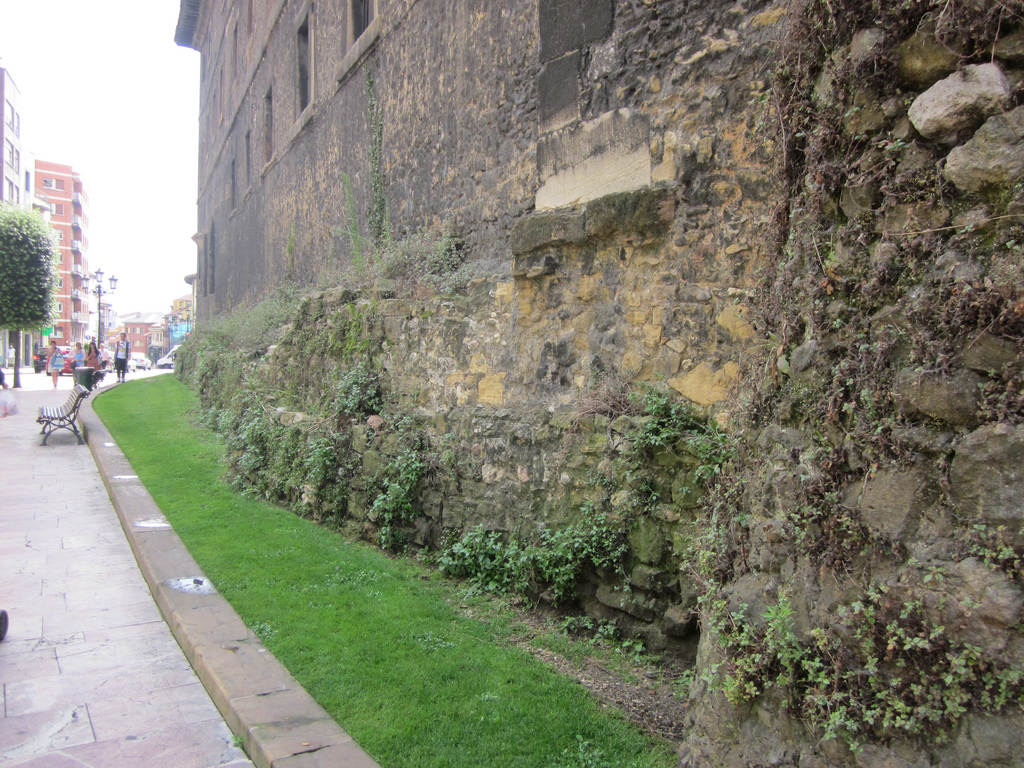
A la espera de un estudio en profundidad, todo parece indicar que el fragmento de la muralla embebido en los muros del Monasterio de San Pelayo corresponde a la primitiva muralla prerrománica construida por Alfonso II de Asturias en el

Aunque históricamente se ha considerado que la fundación de la ciudad se remonta al siglo VIII, se ha venido especulando desde mediados del siglo XX con la posibilidad de la existencia de algún poblamiento del lugar durante el periodo romano, deduciéndolo fundamentalmente a partir de una lectura crítica del antedicho Pacto monástico de San Vicente. Esta suposición ha ido cobrando cada vez más fuerza con recientes descubrimientos arqueológicos obtenidos durante las obras de ampliación del Museo de Bellas Artes de Asturias en 2008, cuya datación ha sido fijada en el siglo IV.

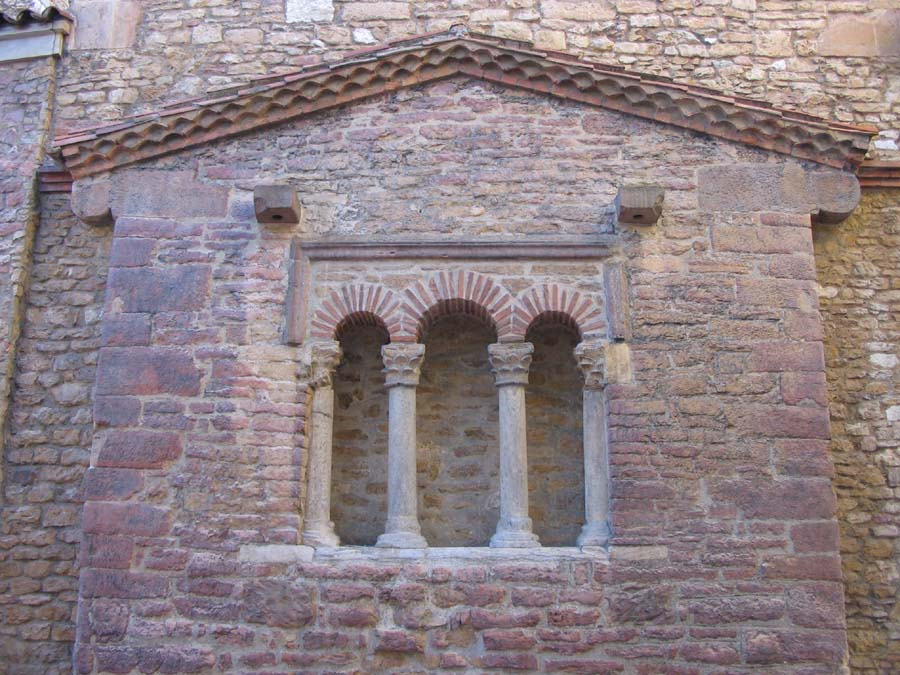
Testero de la iglesia de San Tirso, también construida por Alfonso II

Alfonso II el Casto trasladó la capital del reino de Asturias a Oviedo en momento indeterminado, pero antes de 812, fecha del Testamento de Alfonso II, que se guarda en el archivo de la catedral de Oviedo, y donde ya cita a la ciudad como lugar donde reside. La convirtió en sede episcopal, la fortificó y dotó de palacios, iglesias y otras estructuras. La muralla que protegía la ciudad, de la que hoy apenas quedan partes visibles en varios emplazamientos, delimitaba una figura circular adaptada a la colina, ocupando un área de 11 ha que cobijaba a unas 6000 personas distribuidas en tres barrios relativamente diferenciados: La Villa, que agrupaba los edificios más antiguos religiosos y civiles; Cimadevilla, mercantil y vinculada a las peregrinaciones; y Socastiello.
Oviedo, en su inicio, tuvo carácter religioso al ser sede del arca santa. Fragmento de la Historia Silense:

Mas el rey Alfonso decretó fabricar una sede para la venerable arca. Por espacio de treinta años fabricó una iglesia en Oviedo de admirable obra en honor de San Salvador y en ella, a los lados derechos e izquierdo del altar mayor, construyó dos grupos de seis altares dedicados a los doce Apóstoles. No menos llevó a efecto un santuario de la bienaventurada madre de Dios y Virgen María con pareja estructura y tres cabeceras. Hizo también una basílica de Santa Leocadia cubierta con obra de bóveda, sobre la que se hiciese una cámara, donde en el lugar más excelso fuese adorada por los fieles el arca santa.
Historia Silense

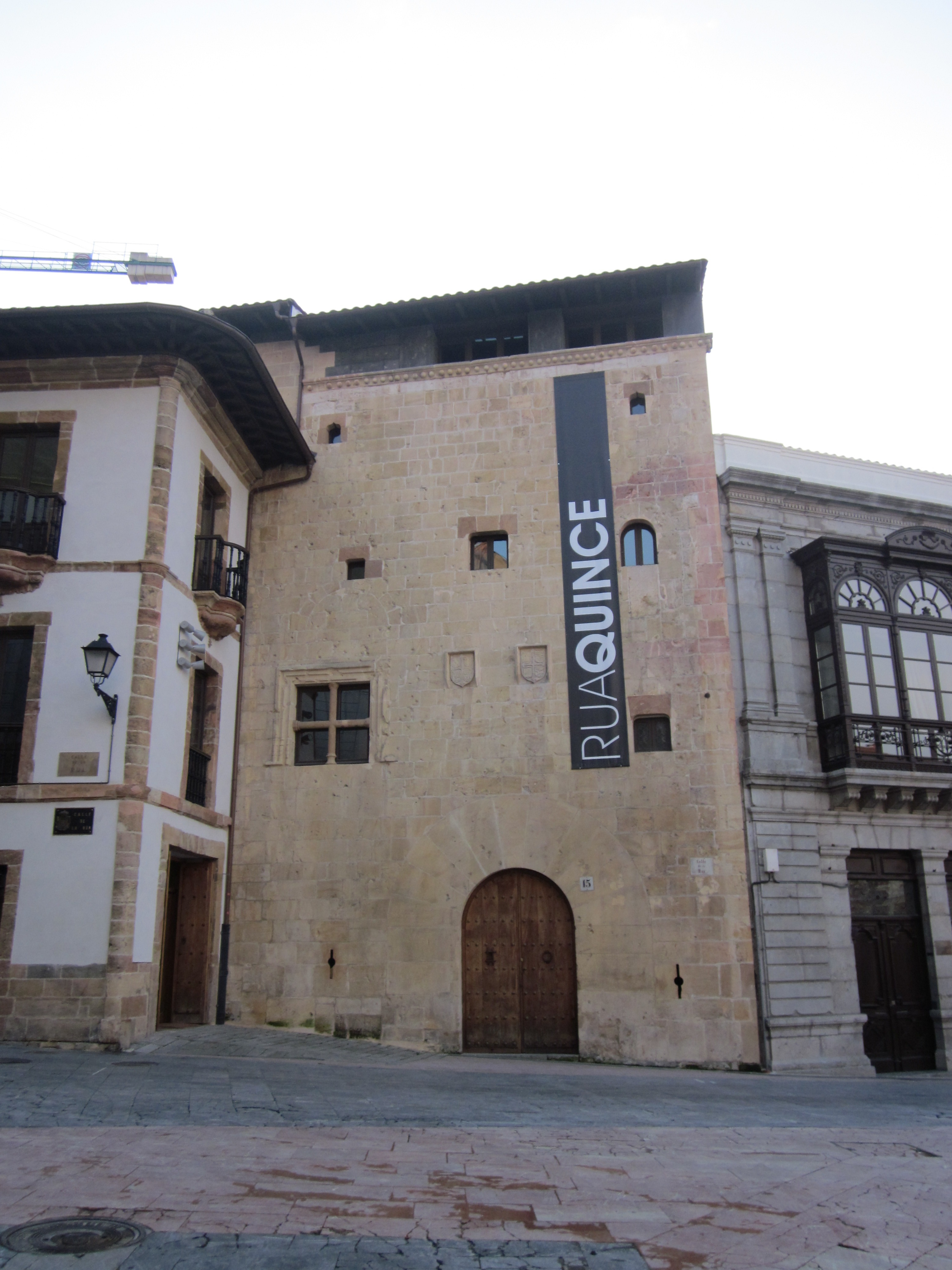
Casa de la Rúa, el edificio civil más antiguo de Oviedo

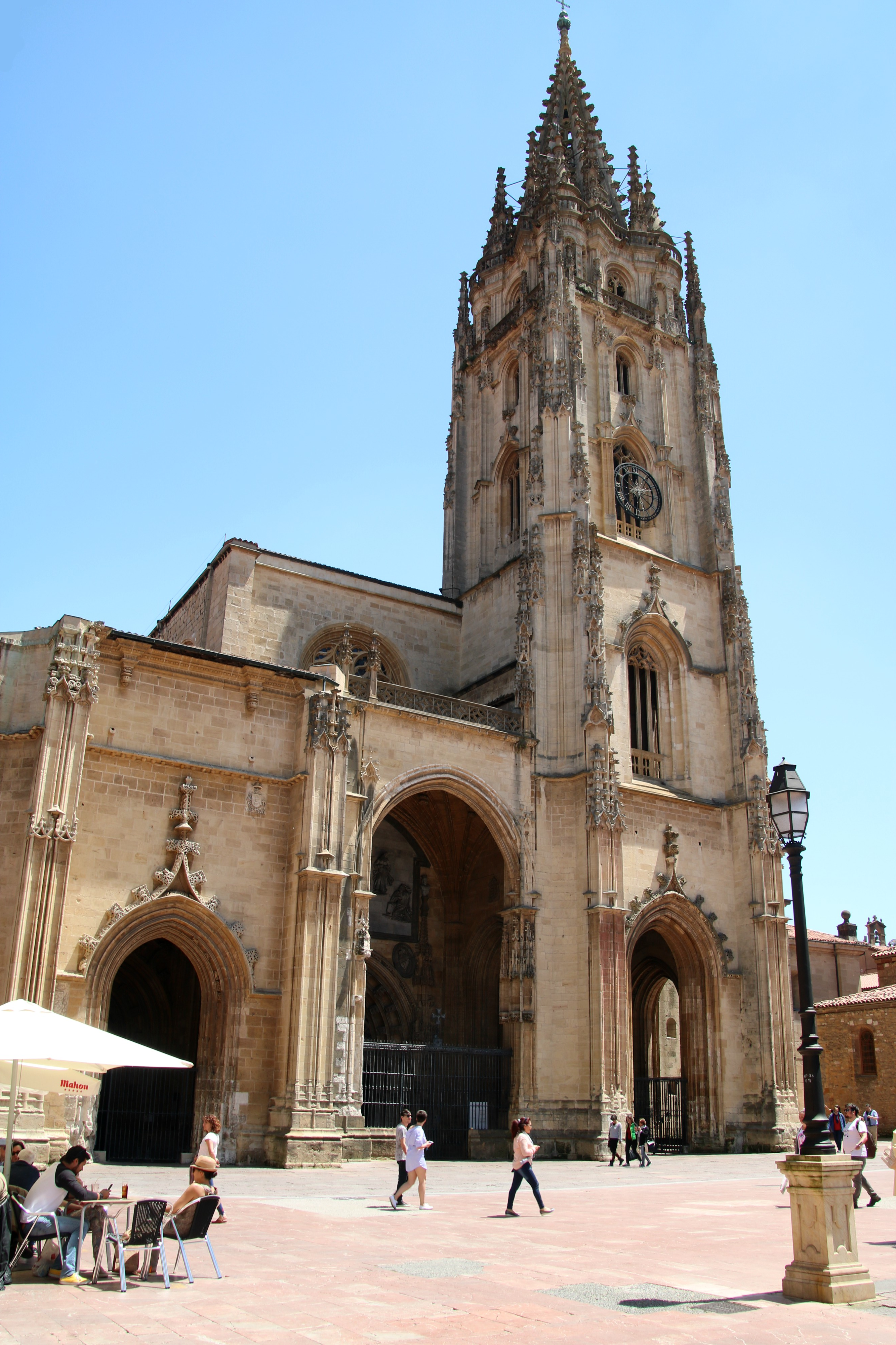
Santa Basílica Catedral Metropolitana de San Salvador

Durante su reinado, hacia 830, se descubrió en Compostela una tumba que se supuso del apóstol Santiago. En un documento de Alfonso II fechado el 4 de septiembre del año 834, se concede a la iglesia de Santiago de Compostela el espacio comprendido en un radio de tres millas en torno a dicha iglesia —que fue construida para venerar y proteger las sagradas reliquias— y se cuenta cómo este rey se enteró del hallazgo y cómo acudió con los maiores de su palacio; hoy en día se sabe que es en parte falso, se supone que debe de basarse en otro verdadero de Alfonso II que ya no se conserva. Desde entonces, a quien va a Santiago de Compostela, pero no pasa antes a visitar la catedral de Oviedo (dedicada al Salvador), se le dice: «Quién va Santiago y no a San Salvador visita al criado y olvida al señor».
De hecho, también en época de Alfonso II se trajeron a la capilla del Salvador varias reliquias, entre ellas un sudario que supuestamente cubrió el rostro de Jesucristo en la tumba antes de la resurrección. Sobre la antigua capilla está erigida la catedral de Oviedo, que recibe el nombre de San Salvador y que aún custodia todas aquellas reliquias de la época de Alfonso II, además de las que con el tiempo fue adquiriendo.
En el siglo X, el avance de la Reconquista conllevó el traslado de la capital a León, haciendo perder a la ciudad parte de su importancia. Sin embargo, gracias a su contacto con la corte de Carlomagno, comenzó a fluir desde el reino de este un río de peregrinos que entraban por los Pirineos y por el norte iban hasta Oviedo y desde ahí hacia Santiago, con lo cual el camino norte es la ruta más antigua de los peregrinos a Santiago de Compostela. Si los primeros peregrinos usaban esta vía se debe a que más al sur el camino no era seguro en esa época porque se trataba de un territorio en que eran frecuentes las incursiones musulmanas.
En el año 1075 fue a visitar Oviedo en calidad de peregrino el rey de León y de Castilla, Alfonso VI. Abrió solemnemente el Arca Santa en la iglesia de San Salvador, que contenía muchas y muy buenas reliquias que habían estado escondidas en la Ermita de Santiago (situada a 10 km de distancia), a raíz de la conquista musulmana. A partir de este hecho, Oviedo y sus reliquias fueron internacionalmente famosas, hasta tal punto que un refrán antiguo dice: «Quien va a Santiago y no a San Salvador, visita al siervo y olvida al Señor», indicando, por tanto, que Oviedo era ruta obligada para los peregrinos del camino.
El rey Juan I, en 1388, fundó el Principado de Asturias, título inaugurado por el infante don Enrique, hijo de aquel, y que desde entonces corresponderá a los sucesores a la Corona; Oviedo se convirtió entonces en la capital del Principado. Al tiempo surgía la Junta General del Principado de Asturias, institución de derecho público que como Junta de Concejos funcionó con carácter permanente desde mediados del siglo XV hasta 1834, año en que se dio paso a las Diputaciones Provinciales.

### Edad Moderna
Durante la Edad Moderna, hubo una inmovilización económica debida a un cierto aislamiento y a la decaída de las peregrinaciones por el camino del norte. En 1521 un incendio devastó la ciudad, lo que posteriormente permitió regular el trazado de las calles: se pasó de un trazado principalmente radial a uno ortogonal. Como parte de un plan para recuperar económicamente la ciudad, se potenció el comercio desecando la charca del Fontán, que se convirtió en el primer centro comercial a extramuros, aunque su urbanización no se completó hasta el siglo XVIII. A finales del mismo, la ciudad empezó a experimentar una vida cultural bastante intensa, destacando la figura de Feijoo. Se creó la Sociedad Económica de Amigos del País que llegó a ser un grupo con un cierto prestigio cultural e influencia política. Otras fuentes de dinamismo fueron el traslado de la Fábrica de Armas desde el País Vasco y la apertura de la Universidad, aunque esta última no supuso un motor de crecimiento para la ciudad hasta la segunda mitad del siglo XX. Estas actividades elevaron el censo hasta unas 8000 personas, lo que supuso expandir el casco urbano hacia las zonas de la plaza de Riego, el Campo de San Francisco o el Postigo.

### SigloXIXen adelante
En octubre de 1807 se produjo la invasión napoleónica de España. Al llegar a Asturias las noticias de los sucesos acaecidos en Madrid el 2 de mayo de 1808, y tras el levantamiento de la población, la Junta General del Principado de Asturias se reunió el 9 de mayo para tomar las primeras medidas que asegurasen la defensa de la provincia, en franca rebeldía ante las órdenes emanadas del Gobierno Central, en manos ya de los franceses. Las noticias se fueron sucediendo, sobre todo las abdicaciones de Bayona, por lo que finalmente el 24 de mayo, con gran apoyo popular, y tras la expulsión de los miembros contrarios, la Junta se declaró soberana, convirtiéndose en la Junta Suprema de Gobierno del Principado de Asturias, y declaró la guerra a Francia.

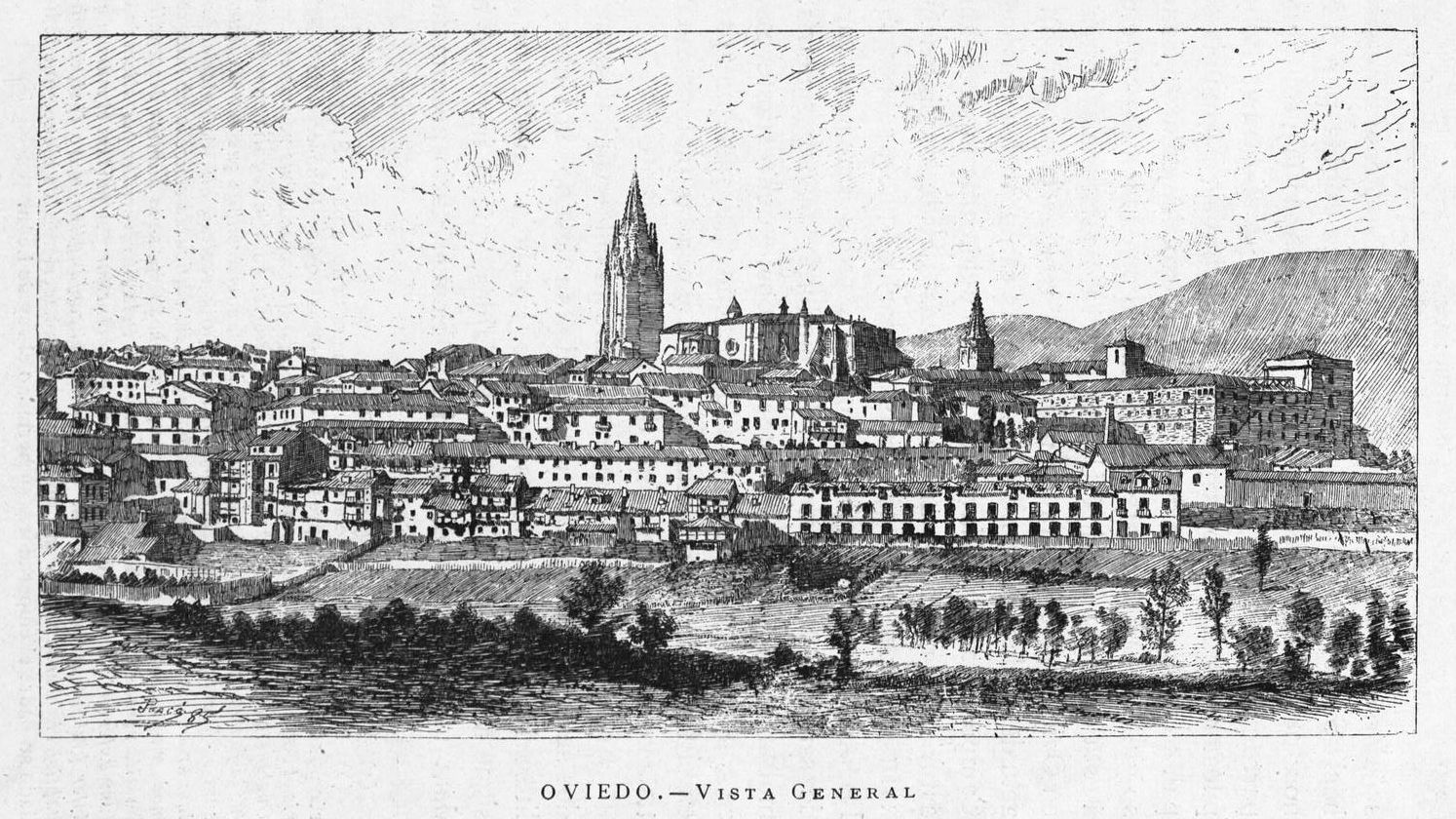
Vista general de Oviedo en un dibujo de José Pascó de 1885

Económicamente en este siglo hubo un despegue económico en Asturias, que se reflejó en la capital a partir de 1850, cuando se maquinizó la Fábrica de Armas (que ocupaba a mil obreros), lo que ayudó a que se instalaran fundiciones metalúrgicas como La Amistad y Bertrand, la la fábrica de gas y una tabacalera. Sin embargo, la tarea de Oviedo en el desarrollo capitalista de la región fue la de centro organizador. Su privilegiada localización entre las cuencas hulleras y los puertos fue apoyada por su fuerte capacidad de inversión (antes de 1897 se habían abierto cuatro bancos), capacidad que fue incrementada con el retorno de capitales cubanos tras la guerra hispano-estadounidense en 1898.
El sector terciario de la ciudad empezó a ser significativo a comienzos del siglo XX, cuando se frenó el impulso industrializador, y creció rápidamente; en 1930 había operativas 874 licencias comerciales, de las que una de cada tres estaba en la calle de Uría. En parte se debió a la mejora de las comunicaciones, que permitió ampliar el área económica de la burguesía ovetense. El tráfico del sistema ferroviario se incrementó sobremanera: hasta 42 trenes llegaban diariamente en 1924 a las tres estaciones con las que la ciudad contaba entonces. Al mismo tiempo, la red de carreteras también se expandió, creándose líneas regulares de viajeros y mercancías; en 1926 operaban en la ciudad doce compañías de autobuses, aunque hasta 1956 no existieron autobuses urbanos.

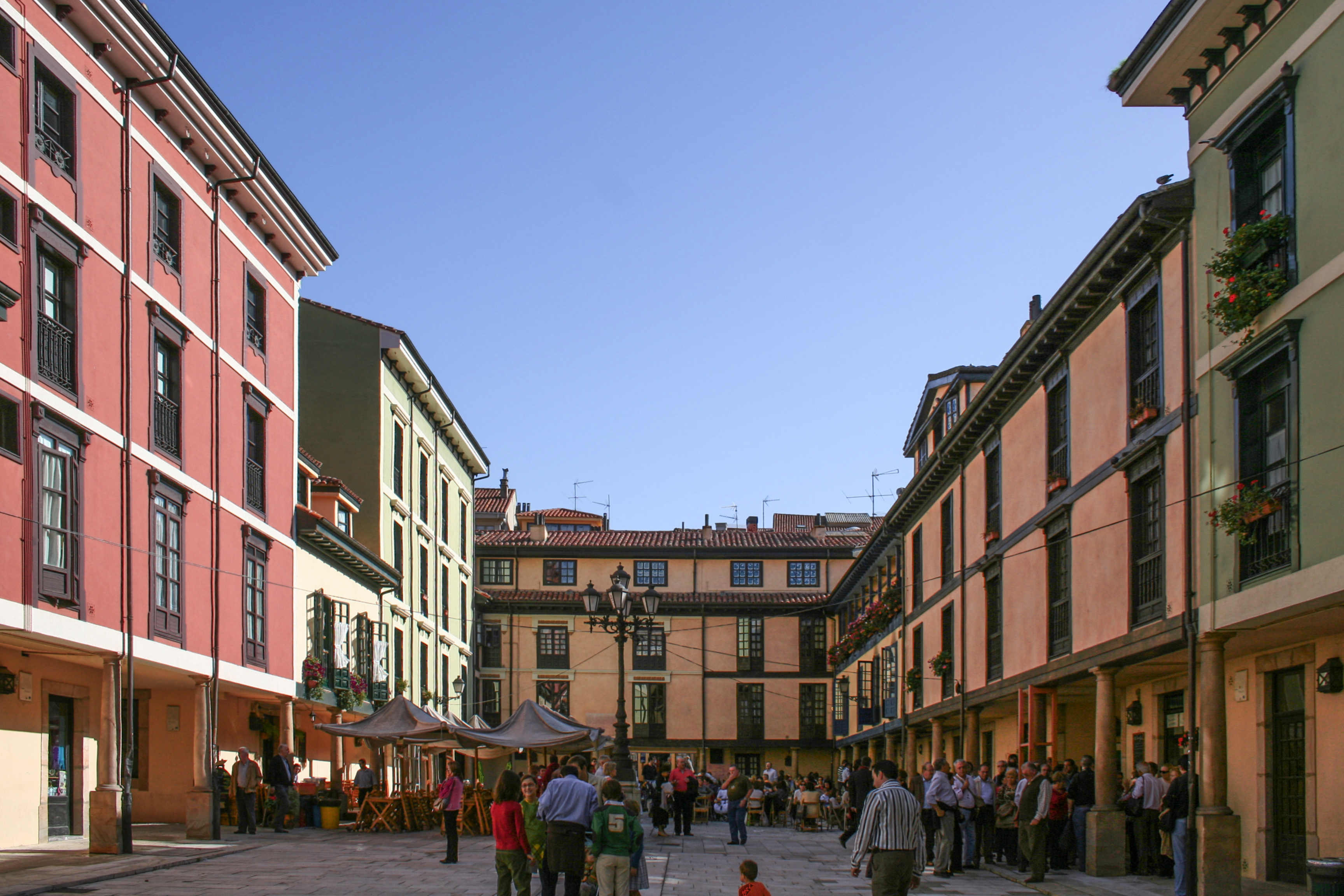
Plaza del Fontán

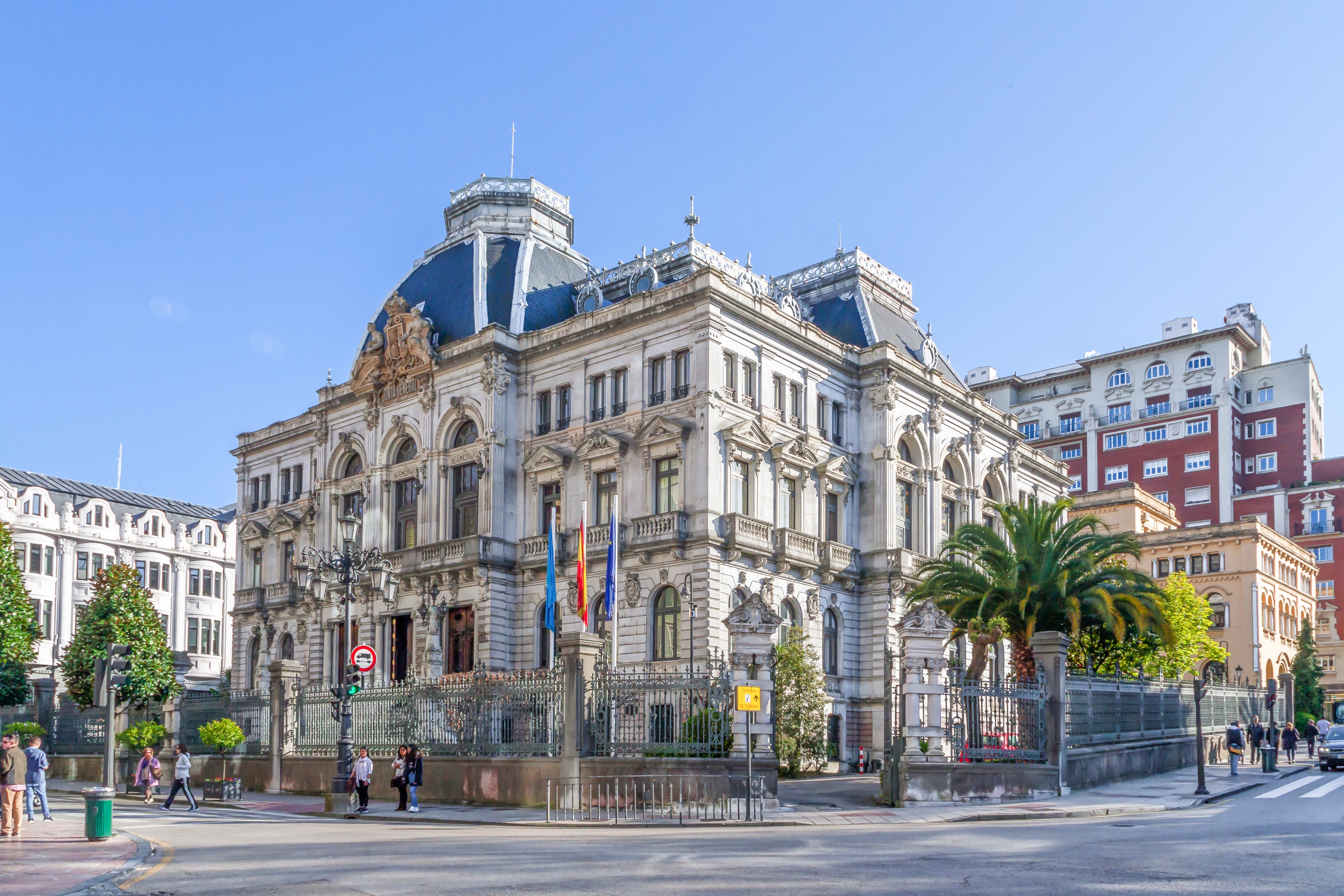
Junta General del Principado

Durante la revolución de 1934 se libraron diez días de intensos combates dentro de la ciudad que la dejaron asolada en buena parte: resultan dañados en mayor o menor medida, entre otros edificios, el de la Universidad, cuya biblioteca guardaba fondos bibliográficos de extraordinario valor que no se pudieron recuperar, el Teatro Campoamor y muchas casas particulares, especialmente de la zona de la calle de Uría. La Cámara Santa en la catedral, por su parte, fue dinamitada. Aún sin haber concluido completamente la reconstrucción de las zonas afectadas, la ciudad se encontró con la sublevación del Ejército en 1936 que dio lugar a la Guerra Civil. El coronel Aranda se levantó, y fue la única ciudad de todo el norte de España que quedó en manos de los sublevados, rodeada completamente por tropas y milicianos leales a la República. Pronto la ciudad quedó sitiada, y así permaneció durante noventa días hasta que el ejército sublevado proveniente de Galicia rompió el cerco, creando un corredor que permaneció abierto hasta el fin de la guerra en el norte, un año después. Esto fue el fin de la guerra en Oviedo, que no volvió a estar en peligro. Durante estos tres meses de asedio, el efecto de la artillería, de los bombardeos y de las luchas dentro de la ciudad fue la destrucción del 75 % de su capacidad de alojamiento. Ciertos barrios, como El Campillín, quedaron arrasados y gran parte del patrimonio cultural fue dañado, incendiado o destruido.
A partir de 1941 la ciudad se acoge al Plan de Urbanización o de Reconstrucción Nacional de Valentín Gamazo, siendo el casco antiguo declarado zona monumental en 1955. Tras una prolongada etapa franquista, se celebraron las primeras elecciones democráticas el 3 de abril de 1979. El 24 de septiembre de 1980 se crea la Fundación Príncipe de Asturias (en el año 2014, pasó a denominarse Fundación Princesa de Asturias), que entre otros eventos celebra los Premios Príncipe de Asturias (desde el año 2014 se denominan Premios Princesa de Asturias) desde 1981.

## Geografía
El concejo se encuentra en el centro del Principado de Asturias, ocupando 186,65 km² entre los ríos Nalón y Nora (los ríos más importantes del concejo, junto al río Trubia), aunque ninguno de ellos cruza el casco urbano. Limita al norte con los concejos de Las Regueras y Llanera, al sur con Mieres y Ribera de Arriba, al este con Siero y Langreo y al oeste con Grado y Santo Adriano.
| Noroeste: Las Regueras  | Norte: Llanera                 | Noreste: Siero   |
| Oeste: Grado            |                                | Este: Siero      |
| Suroeste: Santo Adriano | Sur: Ribera de Arriba y Mieres | Sureste: Langreo |

La altitud del concejo varía entre los 55 m en el último tramo del río Nalón en el municipio, poco antes de su confluencia con el río Nora, y los 714 m. que alcanza el pico Escobín, en la sierra de Fayéu, situado en el límite con Langreo. La ciudad está protegida de los vientos del norte por el monte Naranco; al sur está la sierra del Aramo, en la que se encuentra el puerto de montaña Angliru, famoso por su dureza para los ciclistas y popularizado por ser final de etapa de la vuelta ciclista a España en varias ocasiones. El casco urbano ocupa una topografía accidentada, que se traduce en bruscos desniveles de más de 100 m entre el barrio de El Cristo (315 m) y La Tenderina (190 m); normalmente se utiliza como referencia para el casco urbano la altura a la que se encuentra el Teatro Campoamor (227 m). A pesar de esta topografía, el concejo representa el primer ámbito de cierta horizontalidad al norte de la Cordillera Cantábrica, que es continuada por los concejos de Llanera y Siero.

Ortofotomapas de Oviedo
Oviedo - Centro
Oviedo - Este
Oviedo - Oeste

### Localidades adyacentes
El siguiente diagrama muestra las localidades en un radio de 30 kilómetros de Oviedo.

### Clima

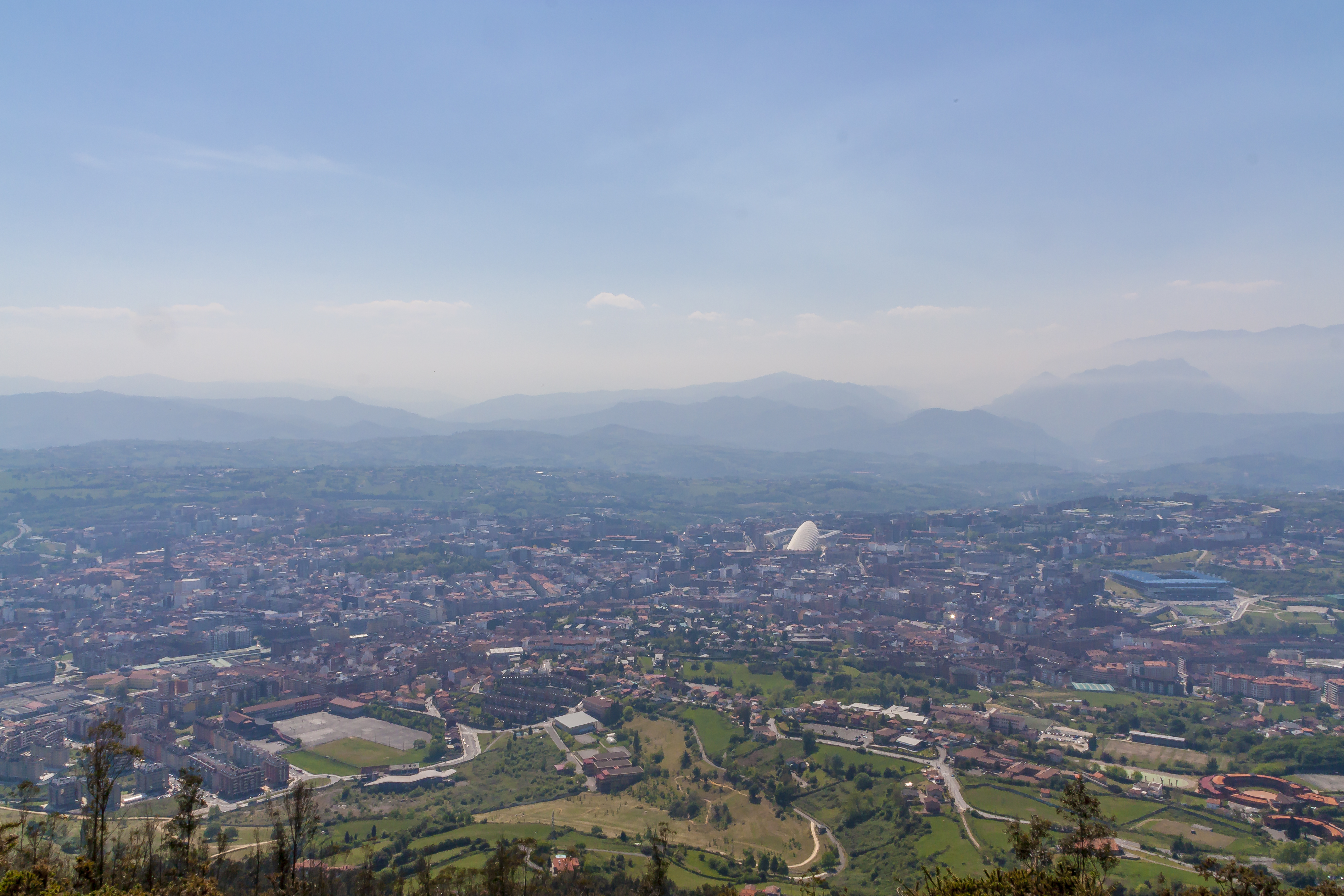
Vista desde el Naranco

Oviedo tiene un clima oceánico de tipo Cfb de acuerdo a la clasificación climática de Köppen, con suaves veranos y frescos inviernos y una pluviosidad bastante repartida a lo largo del año, predominando en invierno y primavera. El clima está algo continentalizado debido a que Oviedo no es una ciudad litoral, sino interior, por lo que las temperaturas fluctúan más que en las zonas costeras.
Durante el período de 1972 a 2000 la temperatura media anual fue de 12,9 °C, con agosto como el mes más caluroso, con una media de 18,7 °C, y enero como el más frío, con 8,0 °C de promedio. Históricamente, la menor temperatura registrada en la ciudad desde que existen mediciones ocurrió el 3 de febrero de 1902, cuando se alcanzaron –10,4 °C; la máxima se alcanzó el 17 de julio de 2022, cuando el termómetro subió hasta los 39,1 °C. En el periodo 1972 a 2000, el mes más lluvioso fue abril, con 109 mm, mientras que los menos lluviosos fueron junio, julio y agosto, con unas precipitaciones medias de 52, 53 y 55 mm respectivamente; anualmente el promedio se situó en 973 mm. Tanta pluviosidad hace que la media de humedad relativa se sitúe sobre el 78 % durante todo el año, prácticamente sin variación entre los meses. No son frecuentes los fenómenos meteorológicos extremos, durante el periodo anterior la media anual de días de nieve fue de 5, concentrándose exclusivamente en los meses de invierno.
| Parámetros climáticos promedio de observatorio de Oviedo (336 m s. n. m. ) (Periodo de referencia: 1991-2020, extremas: 1972-2023) | Parámetros climáticos promedio de observatorio de Oviedo (336 m s. n. m. ) (Periodo de referencia: 1991-2020, extremas: 1972-2023) | Parámetros climáticos promedio de observatorio de Oviedo (336 m s. n. m. ) (Periodo de referencia: 1991-2020, extremas: 1972-2023) | Parámetros climáticos promedio de observatorio de Oviedo (336 m s. n. m. ) (Periodo de referencia: 1991-2020, extremas: 1972-2023) | Parámetros climáticos promedio de observatorio de Oviedo (336 m s. n. m. ) (Periodo de referencia: 1991-2020, extremas: 1972-2023) | Parámetros climáticos promedio de observatorio de Oviedo (336 m s. n. m. ) (Periodo de referencia: 1991-2020, extremas: 1972-2023) | Parámetros climáticos promedio de observatorio de Oviedo (336 m s. n. m. ) (Periodo de referencia: 1991-2020, extremas: 1972-2023) | Parámetros climáticos promedio de observatorio de Oviedo (336 m s. n. m. ) (Periodo de referencia: 1991-2020, extremas: 1972-2023) | Parámetros climáticos promedio de observatorio de Oviedo (336 m s. n. m. ) (Periodo de referencia: 1991-2020, extremas: 1972-2023) | Parámetros climáticos promedio de observatorio de Oviedo (336 m s. n. m. ) (Periodo de referencia: 1991-2020, extremas: 1972-2023) | Parámetros climáticos promedio de observatorio de Oviedo (336 m s. n. m. ) (Periodo de referencia: 1991-2020, extremas: 1972-2023) | Parámetros climáticos promedio de observatorio de Oviedo (336 m s. n. m. ) (Periodo de referencia: 1991-2020, extremas: 1972-2023) | Parámetros climáticos promedio de observatorio de Oviedo (336 m s. n. m. ) (Periodo de referencia: 1991-2020, extremas: 1972-2023) | Parámetros climáticos promedio de observatorio de Oviedo (336 m s. n. m. ) (Periodo de referencia: 1991-2020, extremas: 1972-2023) |
| Mes | Ene. | Feb. | Mar. | Abr. | May. | Jun. | Jul. | Ago. | Sep. | Oct. | Nov. | Dic. | Anual |
| --- | --- | --- | --- | --- | --- | --- | --- | --- | --- | --- | --- | --- | --- |
| Temp. máx. abs. (°C) | 23.4 | 24.6 | 28.0 | 31.5 | 32.4 | 35.5 | 39.0 | 35.6 | 36.4 | 31.7 | 26.6 | 23.0 | 39.0 |
| Temp. máx. media (°C) | 12.1 | 12.8 | 15.0 | 16.2 | 18.7 | 21.1 | 23.0 | 23.7 | 22.0 | 19.0 | 14.4 | 12.5 | 17.5 |
| Temp. media (°C) | 8.4 | 8.7 | 10.6 | 11.7 | 14.3 | 16.9 | 18.8 | 19.4 | 17.6 | 14.8 | 10.8 | 9.0 | 13.4 |
| Temp. mín. media (°C) | 4.8 | 4.7 | 6.2 | 7.3 | 9.8 | 12.6 | 14.7 | 15.0 | 13.2 | 10.6 | 7.2 | 5.4 | 9.3 |
| Temp. mín. abs. (°C) | -6.0 | -3.8 | -3.6 | -1.7 | 1.6 | 5.6 | 7.4 | 8.6 | 5.2 | 1.0 | -4.2 | -3.6 | -6.0 |
| Precipitación total (mm) | 102 | 89 | 88 | 96 | 80 | 62 | 44 | 57 | 66 | 104 | 134 | 105 | 1028 |
| Días de precipitaciones (≥ 1 mm)                                                                                                   | 12.3 | 10.1 | 10.8 | 12.1 | 11.5 | 8.9 | 7.2 | 7.7 | 8.0 | 11.6 | 13.5 | 11.6 | 125.4 |
| Días de nevadas (≥ 0.01 mm) | 1.1 | 1.6 | 0.7 | 0.2 | 0.0 | 0.0 | 0.0 | 0.0 | 0.0 | 0.0 | 0.1 | 0.5 | 4.2 |
| Horas de sol | 112 | 124 | 158 | 165 | 177 | 171 | 177 | 183 | 174 | 146 | 108 | 108 | 1790 |
| Humedad relativa (%) | 77 | 75 | 74 | 76 | 78 | 79 | 79 | 79 | 79 | 79 | 80 | 77 | 78 |
| Fuente: Agencia Estatal de Meteorología                                                                                            | | | | | | | | | | | | | |

## Demografía
Oviedo cuenta con una población de 220 543 habitantes (INE 2024).
| Gráfica de evolución demográfica de Oviedo entre 1842 y 2021 |
| |
| Población de derecho según los censos de población del INE Población de hecho según los censos de población del INEEntre el censo de 1860 y el anterior, crece el término del municipio porque incorpora a Tudela Entre el censo de 1897 y el anterior, crece el término del municipio porque incorpora a Ribera de Abajo |

Oviedo cuenta con una población de 220 543 habitantes (INE 2024).
La población en el municipio de Oviedo había venido creciendo imparable durante todo el siglo XX hasta justamente la segunda mitad de la década de 1990 cuando la población se estancó a nivel nacional. Esta situación cambió con la entrada del nuevo siglo y la población del municipio volvió a crecer, si bien es verdad que lo hace con la aportación principal de habitantes provenientes de otros municipios asturianos y extranjeros.

### Transporte y comunicaciones
| Nombre             | Plazas totales / comercializadas |
| ------------------ | -------------------------------- |
| Económicos         | 1055 / 873                       |
| Ursulinas          | 401 / 233                        |
| Parque de Invierno | 321 / 31                         |
| Depósitos          | 565 / 158                        |
| Vallobín           | 1318 / 310                       |
| Turina             | 316 / 200                        |
| Argañosa           | 679 / 455                        |
| Plaza de Castilla  | 659 / 554                        |
| Fozaneldi          | 125 / 125                        |
| Azcárraga          | 177 / 177                        |
| Rodríguez Cabezas  | 1202 / 644                       |
| Total              | 6818 / 3760                      |

El artículo 7 de la Ley sobre Tráfico, Circulación y Seguridad Vial aprobado por RDL 339/1990 atribuye a los municipios unas competencias suficientes para permitir, entre otras, la inmovilización de los vehículos, la ordenación y el control del tráfico y la regulación de sus usos. La ciudad contaba a principios de 2012 con 2527 plazas de estacionamiento regulado gestionadas por la empresa Eysa, la cual recibe algo más de un millón de euros anuales del Ayuntamiento por esta concesión. El tiempo máximo de estacionamiento permitido en la zona azul es de dos horas y cinco minutos, uno de los mayores del país. Además, la tarifa mínima es de las más bajas. En julio de 1999 se inició, a través de la sociedad municipal Cinturón Verde, un plan de construcción de once aparcamientos subterráneos que sumaban 7440 plazas. Restando las plazas reservadas por el Ayuntamiento, el número total de plazas comercializadas es de 6818. El coste de este plan ascendió a casi 70 millones de euros, con un coste medio de 9350 euros por plaza, que es prácticamente el precio de venta de las plazas sin incluir impuestos. Además de estos aparcamientos, la ciudad dispone también otras 8686 plazas distribuidas en veintidós aparcamientos minutados.
Desde 1991 se llevó a cabo un amplio programa de peatonalización centrado en el casco antiguo, donde se peatonalizaron todas las calles. Asimismo, se restringió el acceso al tráfico rodado a la calle de Uría, el principal eje comercial de la ciudad. Además, en muchas calles de la ciudad se realizaron planes para ampliar aceras reduciendo el ancho de la calzada, renovar su pavimento e instalar mobiliario urbano. Un estudio llevó a las calles peatonales a ser consideradas de las mejores del país; sin embargo, también señaló las irregularidades del pavimento, los adoquines sueltos y resbaladizos. En 2010 había un total de 186 calles peatonalizadas. A mediados de ese mismo año se inició una serie de actuaciones en el denominado plan 30 Oviedo, que pretende reducir la velocidad máxima de las calles a 30 km/h en la parte de la ciudad circundada por las rondas norte y sur y promover el uso de la bicicleta. Pocos meses después el uso de este medio de transporte había aumentado un 15 %, los accidentes cayeron a la mitad y la velocidad media se redujo un 6,5 %. El plan incluye además la colocación de paneles informadores de la velocidad de los vehículos, la instalación de videocámaras para controlar el acceso a las zonas peatonales del casco antiguo y aparcamientos para bicicletas en puntos estratégicos de la ciudad. Este plan se engloba dentro del proyecto europeo Sumobis, en el que también participan las ciudades de Burgos, Huelva, Lisboa, Ponferrada y Toulouse.
Parque de vehículos de motor
| Tipo de vehículo       | Cantidad | Porcentaje |
| ---------------------- | -------- | ---------- |
| Automóviles de turismo | 96 654   | 76,28      |
| Camiones y furgonetas  | 15 087   | 11,91      |
| Motocicletas           | 8476     | 6,69       |
| Autobuses              | 255      | 0,20       |
| Tractores              | 685      | 0,54       |
| Otros vehículos        | 5555     | 4,38       |
| Total                  | 126 712  | 100        |

En un día laborable circulan por la ciudad unos 330 400 vehículos, de los que algo más de la mitad lo hacen por el centro urbano. Mientras que la población creció un 13 % de 1998 a 2010 el parque móvil de la ciudad aumentó en un 45 %. El informe Movilidad Sumobis, elaborado por la policía local en 2011, concluyó que la ciudad debe reducir el volumen de tráfico. Para ello desarrolló varias estrategias entre las que se incluye fomentar el uso del coche compartido (el 65 % de los vehículos lleva un solo ocupante).
Red viaria principal
| Tipo             | Identificador | Denominación                   | Itinerario |
| ---------------- | ------------- | ------------------------------ | --- |
| Autovías         | A-63          | Autovía Oviedo-La Espina       | Oviedo - Grado -Cornellana- La Espina |
| Autovías         | A-64          | Autovía Oviedo-Villaviciosa    | Villaviciosa - Alto de la Fumareda - Lieres - Oviedo |
| Autovías         | A-66          | Autovía Ruta de la Plata       | Gijón - Oviedo - Mieres - Campomanes - León - Benavente - Zamora - Salamanca - Plasencia - Mérida - Sevilla                                                    |
| Autovías         | AS-II         | Autovía Industrial             | Gijón - Lugo de Llanera - Oviedo |
| Autovías         | O-11          | Acceso este de Oviedo          | A-66 - Fozaneldi |
| Autovías         | O-12          | Acceso sur de Oviedo           | A-66 - Castilla |
| Autovías         | O-14          | Acceso norte de Oviedo         | A-66 - El Vasco (Oviedo) |
| Otras carreteras | N-630         | Carretera Ruta de la Plata     | Gijón - Oviedo - Mieres - Puerto de Pajares - León - Zamora - Salamanca - Plasencia - Mérida - Sevilla                                                         |
| Otras carreteras | N-634         | Carretera Nacional N-634       | San Sebastián - Bilbao - Solares - Torrelavega - San Vicente de la Barquera - Unquera - Llanes - Oviedo - Luarca - Ribadeo - Baamonde - Santiago de Compostela |
| Otras carreteras | AS-371        | Carretera Oviedo-El Escamplero | Oviedo - Loriana - El Escamplero |
| Otras carreteras | AS-375        | Carretera Oviedo-Campomanes    | Oviedo - Olloniego - Mieres - Pola de Lena - Campomanes |
| Otras carreteras | AS-381        | Carretera Oviedo-Gijón         | Oviedo - Lugones - Pruvia - Porceyo - Gijón |

Transporte público urbano
Existe un servicio urbano de autobuses que comprende trece líneas que recorren diariamente la ciudad y las poblaciones más importantes del municipio y la localidad de Lugones, perteneciente al concejo de Siero. Además, los sábados, domingos y festivos existe una línea nocturna conocida como «búho» que realiza cinco servicios nocturnos. Esta red de autobuses está gestionada por la empresa Transportes Unidos de Asturias, conocida simplemente como TUA y perteneciente al grupo Alsa.
Transporte público interurbano
Varias empresas ofrecen servicios regionales, interregionales e internacionales desde la estación de autobuses de Oviedo o desde paradas en la ciudad. Entre ellas se encuentran Alcotán, ALSA, Pulmans Llaneza, EASA, Hortal, Llanera y Turytrans. Existen destinos internacionales a Bélgica, Francia, Reino Unido o Suiza, entre otros.

#### Ferrocarril
El transporte de ferrocarril en Asturias está muy evolucionado como corresponde a una zona altamente industrializada. Como consecuencia de ello Oviedo dispone de tres estaciones: la Estación del Norte, la de Llamaquique y la de La Corredoria. También dispone de varios apeaderos como Vallobín, Argañosa-Lavapiés y Las Campas.
Dos redes pertenecientes a Adif y operadas por Renfe cubren la geografía de la región: hacia el sur, llegando a la meseta, con un trazado de ancho ibérico, y en sentido transversal, con una red de vía estrecha, que recorre toda la cornisa cantábrica desde el País Vasco hasta Galicia. Algunos de los servicios de larga distancia que ofrecen son Madrid, Barcelona y Alicante, servicios de media distancia con León, Ferrol y Santander y líneas de cercanías con Gijón y Puente de los Fierros, Avilés, Trubia, Infiesto, El Entrego y Pravia-San Esteban.
El área metropolitana de Oviedo, que como se menciona en apartados anteriores, abarca a más de 800 000 personas, cuenta con seis líneas de cercanías. La primera de ellas () cubre el trayecto entre Gijón y Puente de los Fierros (Lena). La  ofrece también un servicio a Gijón, semidirecto y pasando por El Berrón. La  comunica la capital con San Juan de la Arena, un pueblo cercano a la tercera ciudad de Asturias: Avilés. La  comunica a Oviedo con las cuencas mineras del Río Nalón, finalizando esta línea en El Entrego. La  comunica a Oviedo con la zona este, llegando hasta Infiesto. Por último, la  cubre el trayecto entre Gijón y San Esteban.

#### Aire

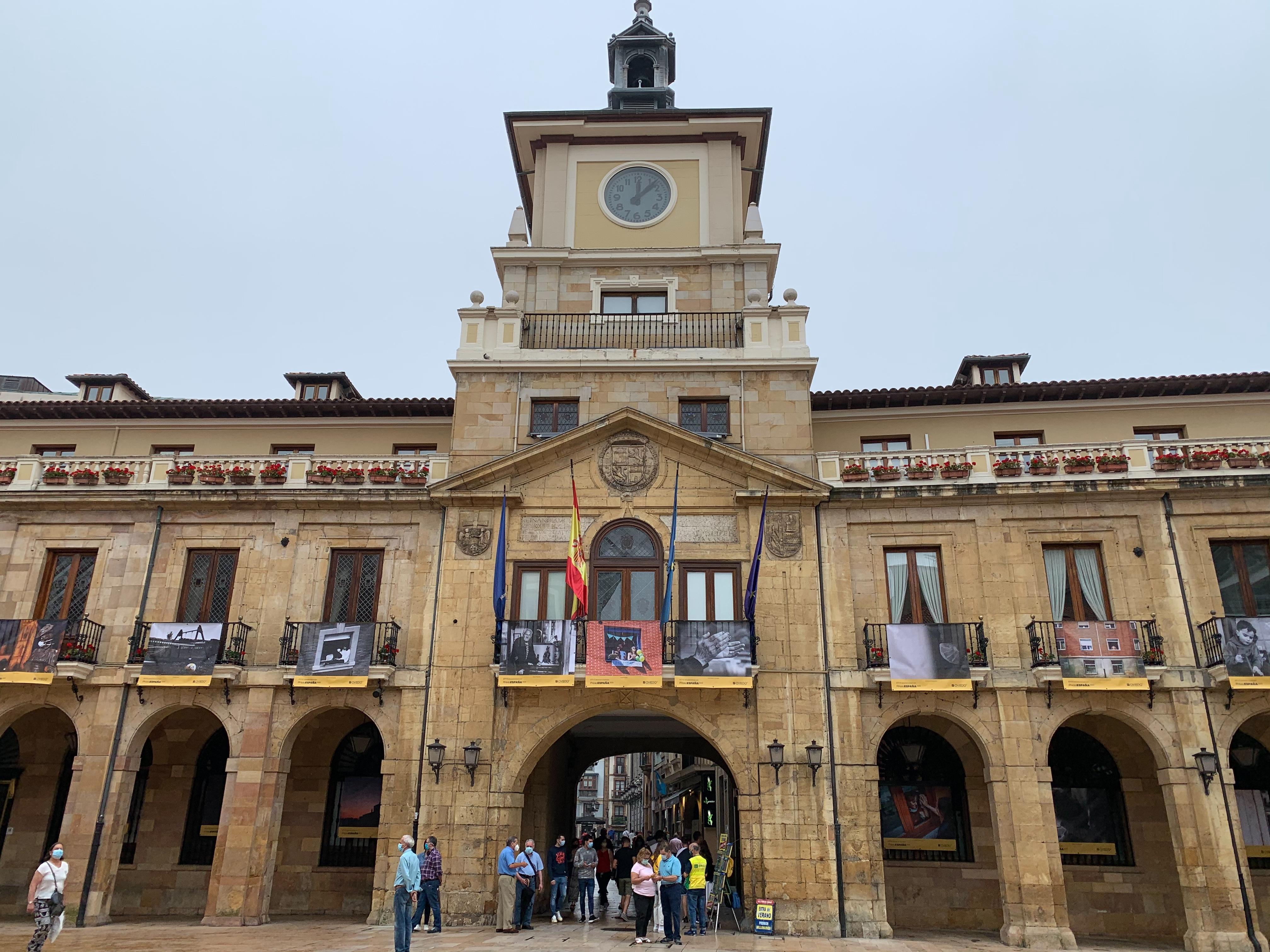
Ayuntamiento de Oviedo

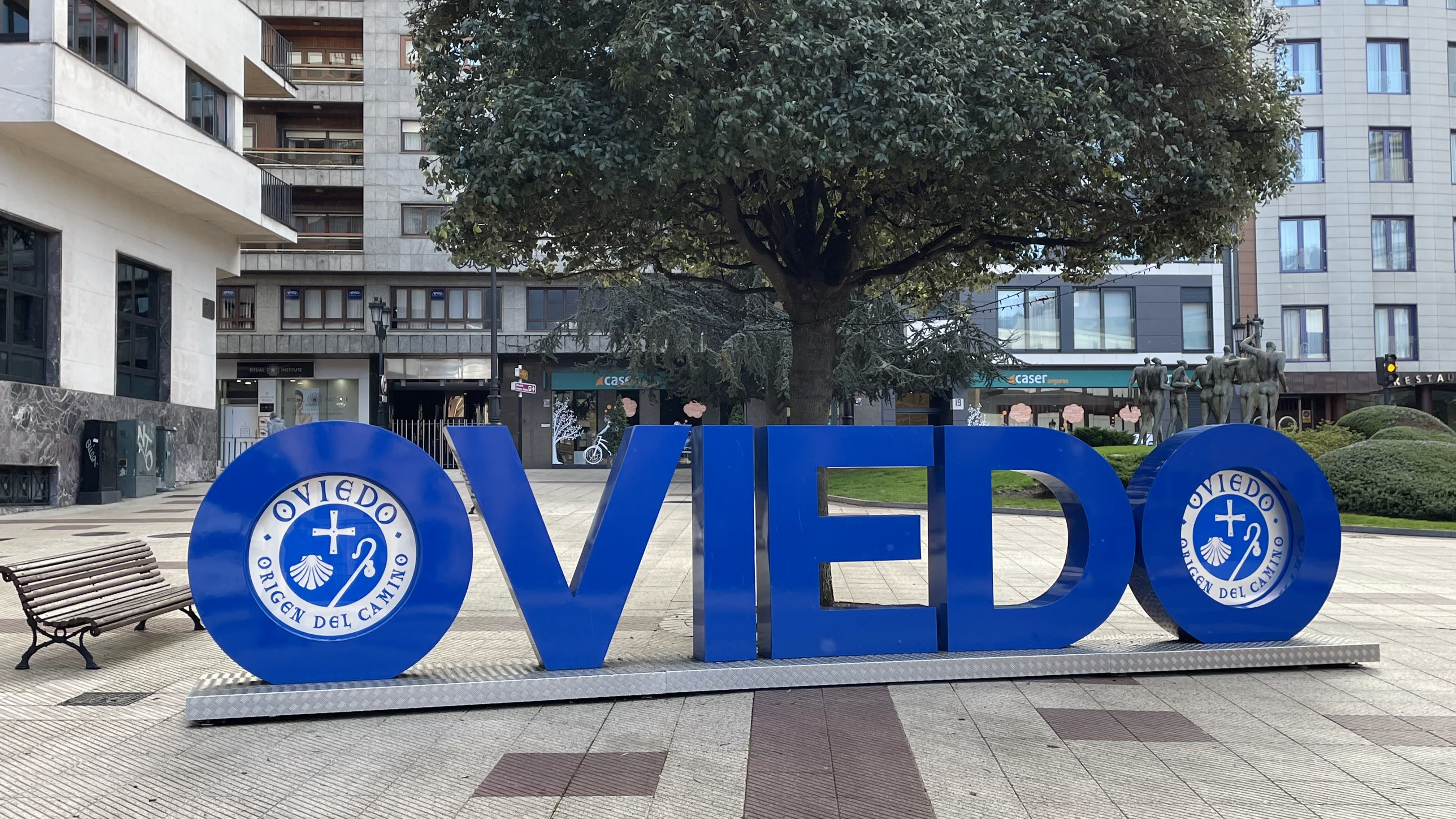
Letras 3D en la plaza del Carbayón

El aeropuerto más cercano a Oviedo es el Aeropuerto de Asturias (OVD), situado en Santiago del Monte, a unos 45 km. Desde él se ofrecen servicios a Alicante, Barcelona, Berlín, Bruselas, Ginebra (solo en determinadas fechas), Gran Canaria, Ibiza, Londres-Stansted, Londres-Gatwick, Lanzarote, Lisboa, Madrid, Málaga, Marsella, Menorca, Monastir, Palma de Mallorca, París-Charles de Gaulle, Sevilla, Tenerife Sur y Valencia, operando para estos destinos compañías como Air Europa, Easyjet, Iberia, Iberia Express, Vueling, Evelop, Air Nostrum, TAP Portugal o Volotea. Cuenta también con el aeródromo de La Morgal, situado en el vecino concejo de Llanera y que está dedicado a la aviación deportiva y a la formación (ligera y ultraligera), aerotaxi, Guardia Civil, Dirección General de Tráfico (en verano) y el 112.

## Economía
La economía del concejo de Oviedo se basa fuertemente en el sector terciario, siendo una ciudad cuyo centro está, eminentemente, ocupado con edificios de oficinas. La capitalidad del Principado le otorga un gran número de funcionarios públicos. La industria es reducida en el concejo con su máximo exponente en la Fábrica de Armas de Trubia (filial de Santa Bárbara Sistemas, especializada en fabricar obuses y carros blindados) y la más cercana a la ciudad se asienta sobre todo en los vecinos concejo de Siero y Llanera.

## Administración y política

### Gobierno municipal
Desde 1979, el partido que más tiempo ha gobernado en el concejo de Oviedo ha sido el Partido Popular, que lo hace desde 1991, habiendo un paréntesis entre 2015 y 2019 (7 legislaturas). Ha conseguido mayoría absoluta siempre, excepto en la primera legislatura 1991-1995 y en la 2011-2015 y en 2019. En las últimas elecciones municipales, el Partido Popular fue el más votado.
| Periodo   | Nombre                    | Partido | Partido                                    |
| --------- | ------------------------- | ------- | ------------------------------------------ |
| 1979-1983 | Luis Riera Posada         |         | Unión de Centro Democrático (UCD)          |
| 1983-1991 | Antonio Masip Hidalgo     |         | Federación Socialista Asturiana (FSA-PSOE) |
| 1991-2012 | Gabino de Lorenzo         |         | Partido Popular (PP)                       |
| 2012-2015 | Agustín Iglesias Caunedo  |         | Partido Popular (PP)                       |
| 2015-2019 | Wenceslao López Martínez  |         | Federación Socialista Asturiana (FSA-PSOE) |
| 2019-act. | Alfredo Canteli Fernández |         | Partido Popular (PP)                       |

| Partido político                                | 2023   | 2023  | 2023       | 2019   | 2019  | 2019       | 2015   | 2015  | 2015       | 2011   | 2011  | 2011       | 2007   | 2007  | 2007       |
| Partido político                                | Votos  | %     | Concejales | Votos  | %     | Concejales | Votos  | %     | Concejales | Votos  | %     | Concejales | Votos  | %     | Concejales |
| Partido Popular (PP)                            | 46 849 | 48,42 | 14         | 35 413 | 31,86 | 9          | 36 962 | 34,39 | 11         | 39 736 | 33,79 | 11         | 64 237 | 55,97 | 17         |
| Federación Socialista Asturiana (FSA-PSOE)      | 26 632 | 24,17 | 7          | 29 385 | 26,44 | 8          | 19 383 | 18,04 | 5          | 23 886 | 20,31 | 6          | 34 331 | 29,91 | 9          |
| Vox                                             | 11 907 | 10,80 | 3          | 7690   | 6,91  | 2          | 1479   | 1,38  | 0          | —      | —     | —          | —      | —     | —          |
| Izquierda Unida (IU)                            | 11 191 | 10,15 | 3          | 4194   | 3,77  | 0          | 9917   | 9,23  | 3          | 13 394 | 11,39 | 3          | 4244   | 3,70  | 0          |
| Podemos-Somos Oviedo                            | 4906   | 4,45  | 0          | 12 898 | 11,68 | 3          | 20 459 | 19,04 | 6          | —      | —     | —          | —      | —     | —          |
| Foro Asturias (FAC)                             | 2972   | 2,69  | 0          | 1130   | 1,01  | 0          | 4173   | 3,88  | 0          | 24 315 | 20,67 | 7          | —      | —     | —          |
| Ciudadanos (CS)                                 | 1681   | 1,52  | 0          | 17 934 | 16,13 | 5          | 9099   | 8,47  | 2          | —      | —     | —          | —      | —     | —          |
| Asamblea de Ciudadanos por la Izquierda (ASCIZ) | —      | —     | —          | —      | —     | —          | —      | —     | —          | 3739   | 3,18  | 0          | 7198   | 6,27  | 1          |

### Organización territorial

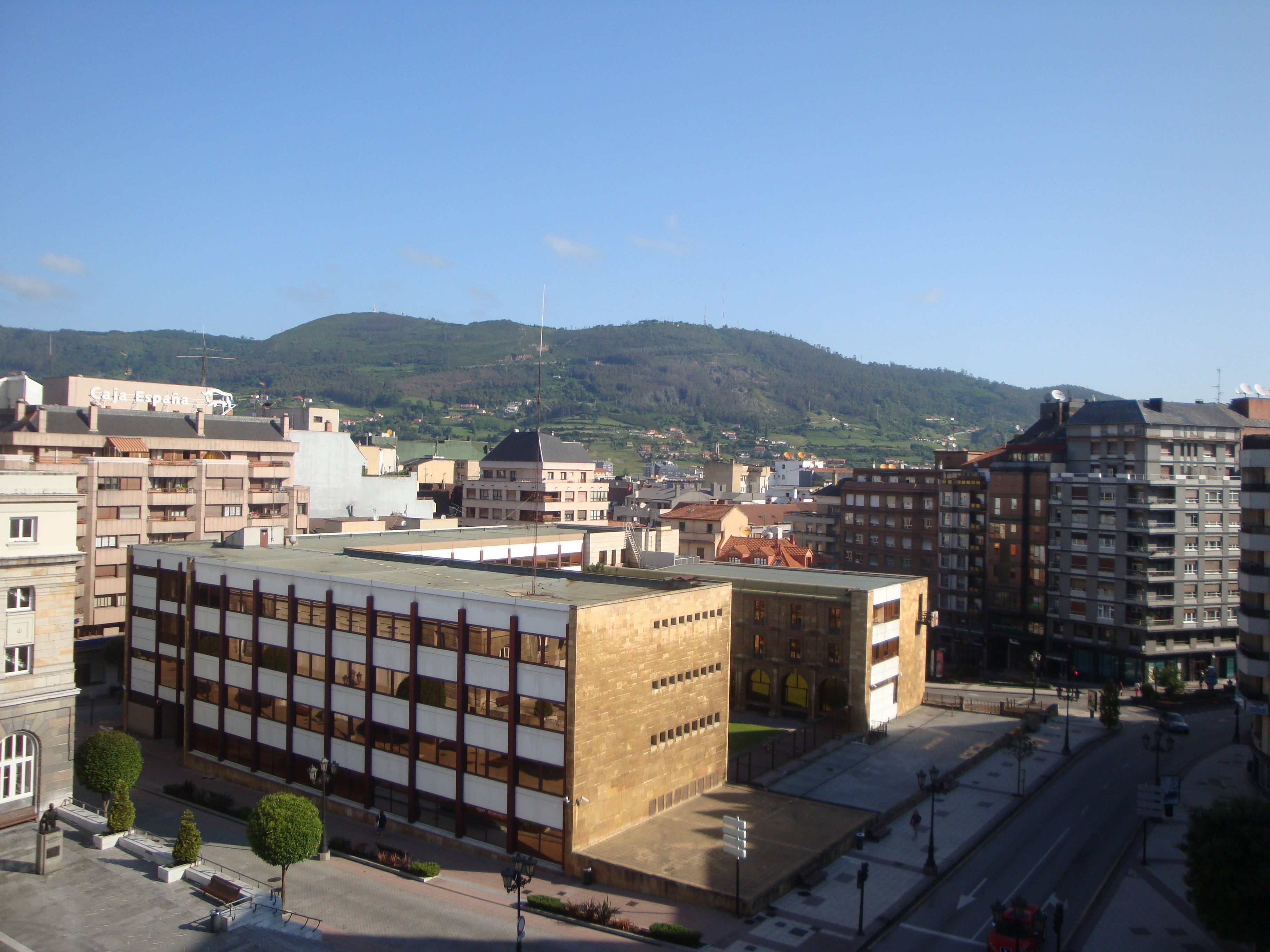
Vista de la zona del Naranco desde el centro de la ciudad

En función de la Ley de Grandes Ciudades y del acuerdo alcanzado en el pleno municipal de 17 de abril de 2012, Oviedo se organiza en distritos que facilitan su gestión desconcentrada. Cada distrito alberga varios barrios. Oviedo tiene 5 distritos urbanos:
- Distrito 1: Centro y casco histórico.
- Distrito 2: Ciudad Naranco, Vallobín, La Florida, Las Campas y San Claudio urbano.
- Distrito 3: Pumarín, Teatinos, La Monxina, Guillén-La Fuerza y La Corredoria.
- Distrito 4: San Lázaro, Otero, Tenderina, Fozaneldi, Ventanielles y Colloto urbano.
- Distrito 5: La Argañosa, La Ería, Buenavista, El Cristo, Montecerrao y Olivares.

También tiene dos distritos rurales:
- Distrito Rural 1; que incluye las parroquias de Loriana, San Claudio, Nora, Udrión, Godos, Sograndio, Trubia, Pintoria, Caces, Puerto, Priorio, Piedramuelle, Latores.
- Distrito Rural 2 que incluye a Brañes, Naranco, Villaperez, Lillo, Manjoya, Pereda, Cruces, Pando, Limanes, Bendones, Manzaneda, Naves, Box, Agüeria, Santianes, Olloniego.[85]

Además, el municipio de Oviedo se divide en 30 parroquias según la división que realiza el INE, de ellas, la principal es homónima al municipio: es la más extensa (26,33 km²) y la más poblada (217 552 personas, 2021). Según el nomenclátor de 2015, la parroquia está formada por las poblaciones de: Abuli (65 habitantes), Cerdeño (261), Colloto (3375), La Corredoria (28 323), Cuyences (129 habitantes), Fitoria (150), La Granxa (45), Las Matas (0), Monterrey (70), Nonín (19), Oviedo (187 846), Pontón de Vaqueros (186), Toleo (127) y Villamejil (98).
La parroquia de Oviedo experimentó un crecimiento paralelo al de la ciudad de Oviedo. Algunos de los primitivos núcleos —como Argañosa, Pumarín, Silla del Rey, Vallobín, Ventanielles, Tenderina, Villar,...— pertenecientes a parroquias limítrofes se fueron integrando en el casco urbano de la ciudad. Y la parroquia de Oviedo fue anexionando poblaciones de parroquias como las de San Pedro de los Arcos (también conocida como del Otero o de los Pilares), la de San Julián de los Prados (o Santullano), o la de Colloto (repartida entre los concejos de Oviedo y Siero), correspondientes a los núcleos integrados en la ciudad y a otros cercanos.
Hasta el nomenclátor de 1986, las entidades de La Corredoria, Cuyences y La Granxa pertenecían a la parroquia de La Corredoria y las entidades de Abuli, Las Matas, Monterrey, Nonín y Toleo, a la parroquia de Los Prados.

### Representación consular
- Angola
- República Checa
- Italia
- México
- Marruecos

## Patrimonio

### Arquitectura

#### Prerrománico asturiano

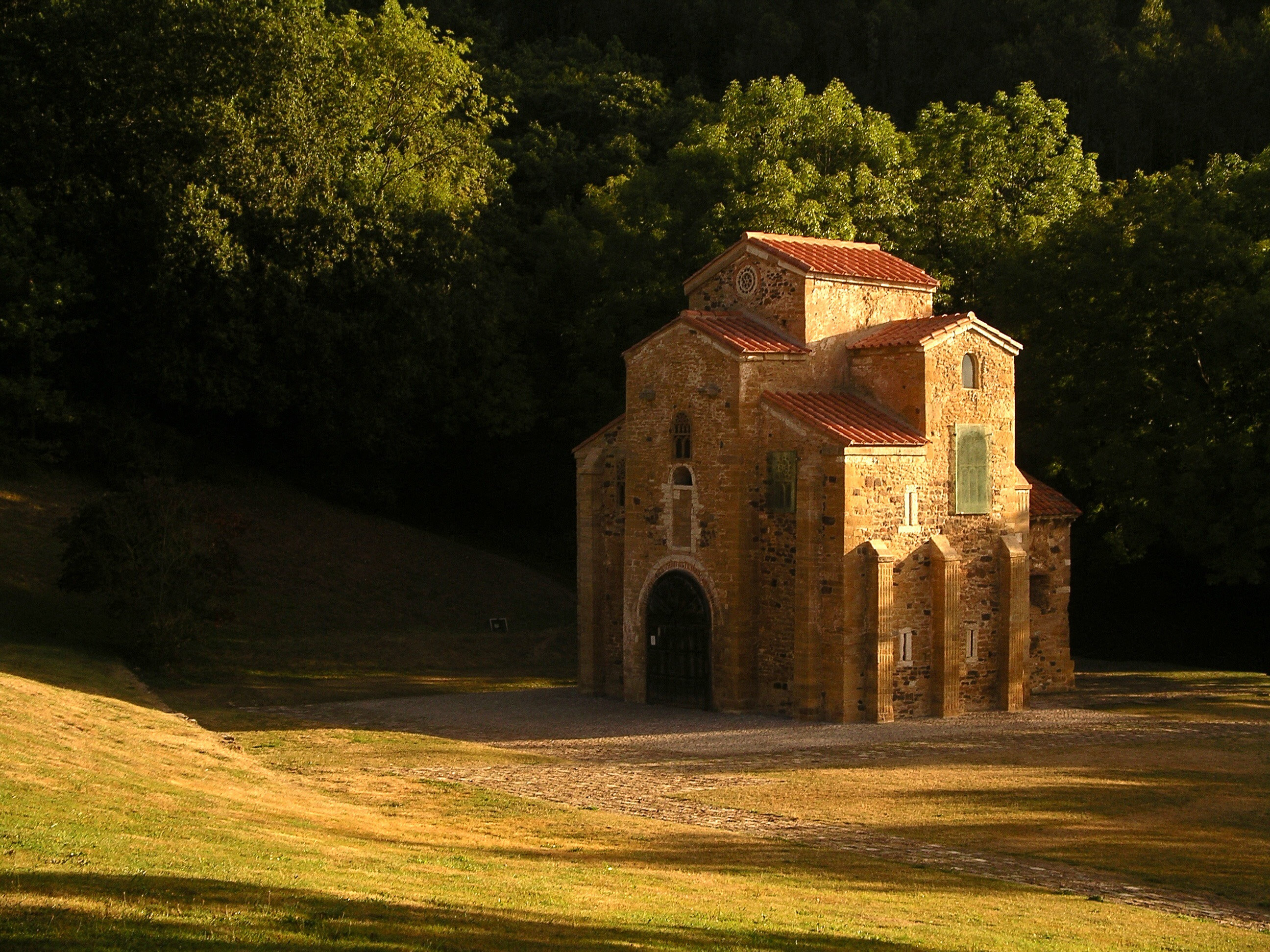
San Miguel de Lillo

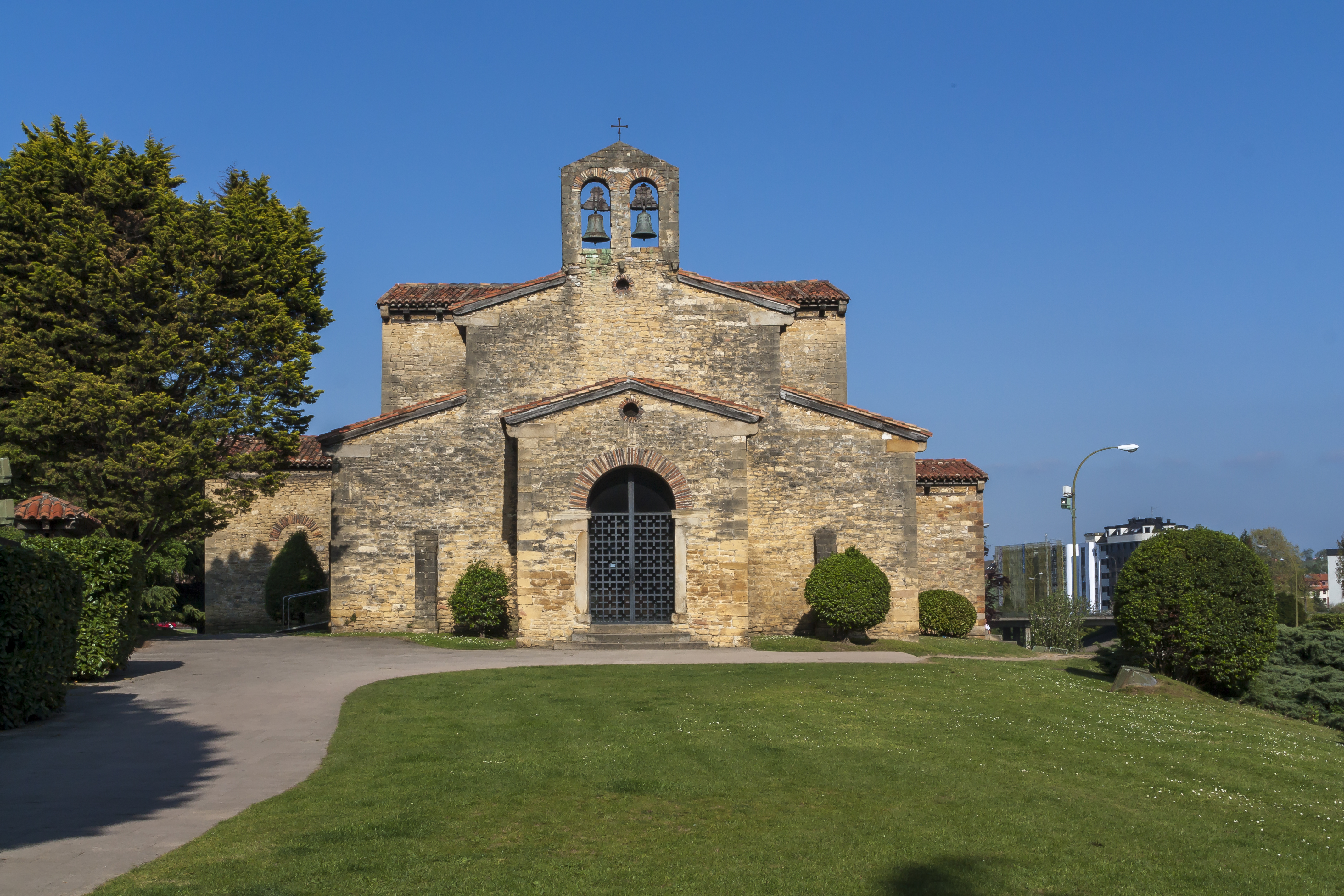
San Julián de los Prados

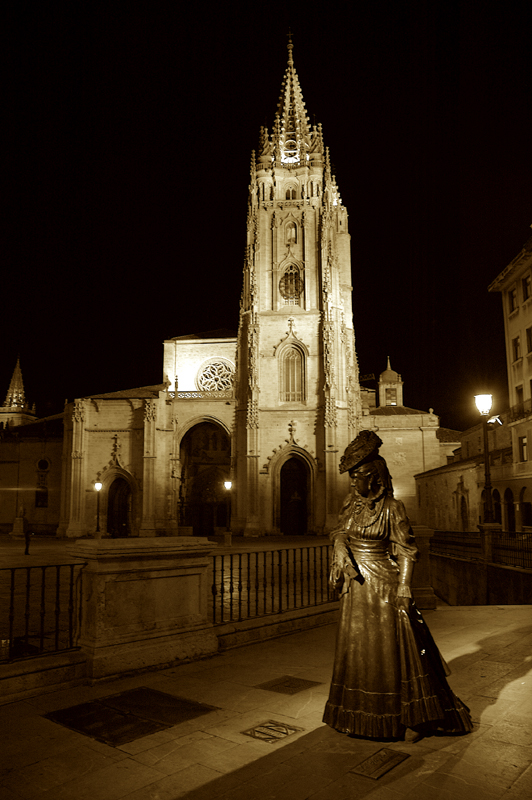
Escultura dedicada a La Regenta y la catedral de San Salvador

Oviedo, como capital del antiguo Reino de Asturias, alberga la mayor cantidad de edificios representativos del llamado Arte prerrománico asturiano, que se desarrolló durante la existencia de ese reino en los siglos IX y X. Fueron declarados Patrimonio mundial por la Unesco, en 1985 y 1988, con la denominación «Monumentos de Oviedo y del Reino de Asturias». En Oviedo se encuentran:
- Cámara Santa de Oviedo. Capilla situada dentro del conjunto arquitectónico de la catedral. De cronología discutida, estilísticamente parece ser obra del tiempo del rey Alfonso II «el Casto», primera mitad del siglo IX, aunque por la documentación existente parece más plausible que fuese mandada construir por el rey Alfonso III «el Magno» en el último tercio del siglo IX. Desde su construcción sirvió para custodia del tesoro y reliquias catedralicias, función que sigue manteniendo. En ella se guardan joyas como la Cruz de los Ángeles, la Cruz de la Victoria, el Cofre de las Ágatas, de los siglos IX y X, y el Arca Santa donde a su vez se guardaba la más importante reliquia de la diócesis, el Santo Sudario, ahora guardado en un relicario aparte.[89]
- Iglesia de San Tirso, iglesia mandada construir por Alfonso II en el siglo IX, muy modificada en siglos posteriores, de forma que solo queda este elemento de la construcción original.
- San Julián de los Prados. Iglesia de comienzos del siglo IX, mandada construir por Alfonso II. Su interior está decorado con pinturas al fresco que se conservan prácticamente intactas y que constituyen una de las más importantes muestras de pintura prerrománica de Europa.[90]
- Santa María del Naranco. Palacio del siglo IX, mandado construir por el rey Ramiro I, en el cercano monte Naranco a la vista de la ciudad. Posteriormente transformado en iglesia en el siglo XII.[91]
- San Miguel de Lillo. Iglesia de la segunda mitad del siglo IX, construida al lado del anterior palacio con el que forma un conjunto arquitectónico.[92]
- Foncalada. Edículo monumental que alberga una fuente, del tiempo de Alfonso III «el Magno» en el siglo IX. Se trata de la única obra civil del arte prerrománico que se conserva.[93]

#### Arquitectura religiosa
Entre los numerosos edificios religiosos de la ciudad destacan:
- Catedral de San Salvador de Oviedo, obra fundamentalmente gótica, construida entre los siglos XIV y XVI (aunque tiene estructuras prerrománicas, románicas, góticas, renacentistas y barrocas), con capillas y girola añadidos posteriormente de estilo barroco.[94]
- Monasterio de San Vicente, su fundación supuso la de la ciudad. Muy modificado y ampliado con el paso del tiempo, su iglesia, hoy parroquia de Santa María la Real de la Corte, y claustro, hoy Museo Arqueológico, son del siglo XVI.[95]
- Monasterio de San Pelayo, fundado por Alfonso II,[96] el edificio actual es de estilo barroco del siglo XVII.[97]
- Iglesia de San Isidoro, construida por los jesuitas en el siglo XVII, como parte del desaparecido colegio de San Matías cuyo solar está ocupado por el Mercado del Fontán.
- Iglesia de San Juan el Real, de estilo neorrománico, construida a comienzos del siglo XX.[98] Por su tamaño y presencia se la conoce como la catedral del Ensanche.[99]
- Numerosas iglesias de carácter rural se reparten por el territorio del municipio de Oviedo. De entre ellas destacan los templos de origen románico: San Esteban de Sograndio, de San Juan de Priorio y San Martín de Pereda.

#### Arquitectura civil

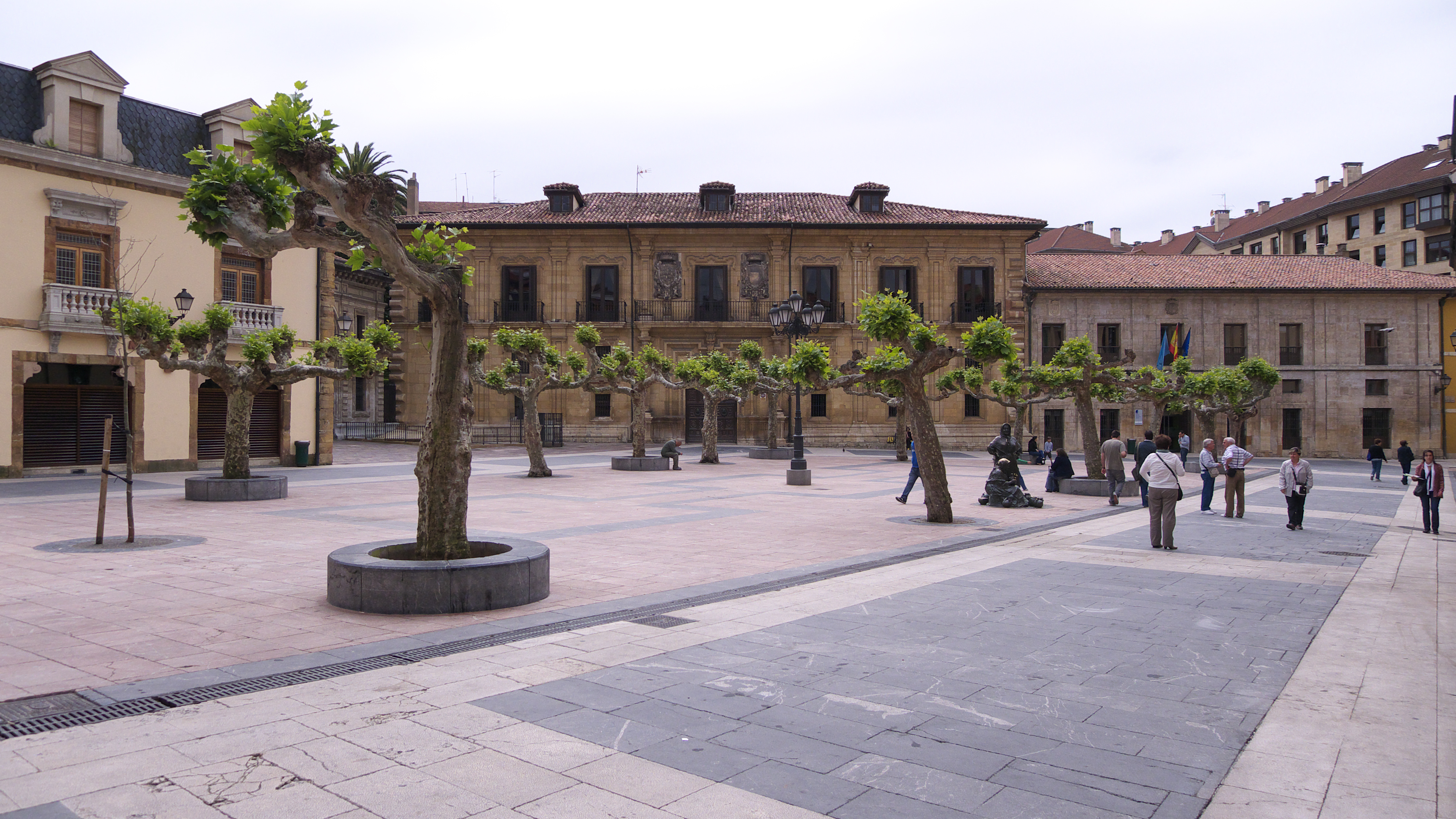
Palacio del Duque del Parque

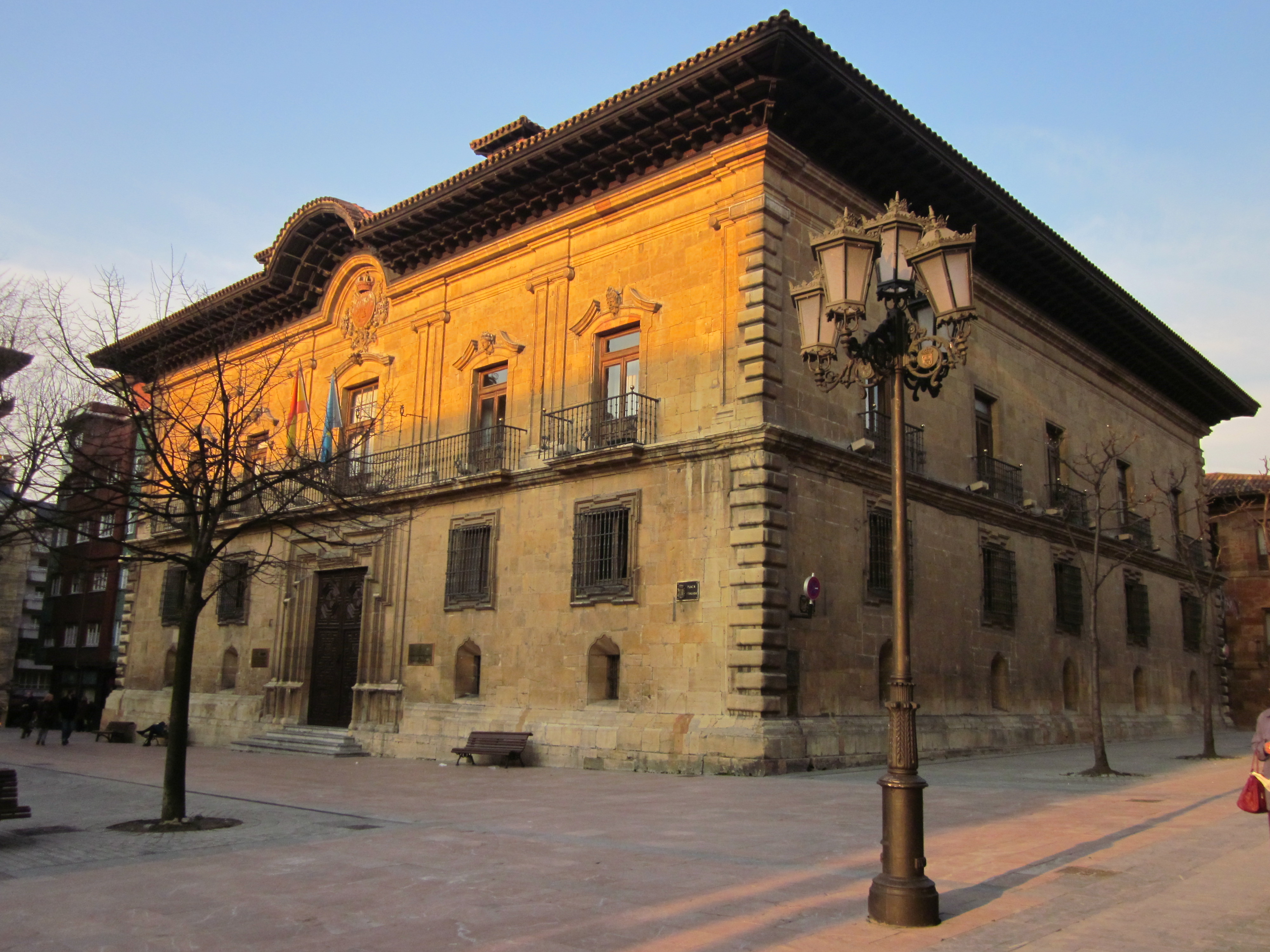
Palacio de Camposagrado

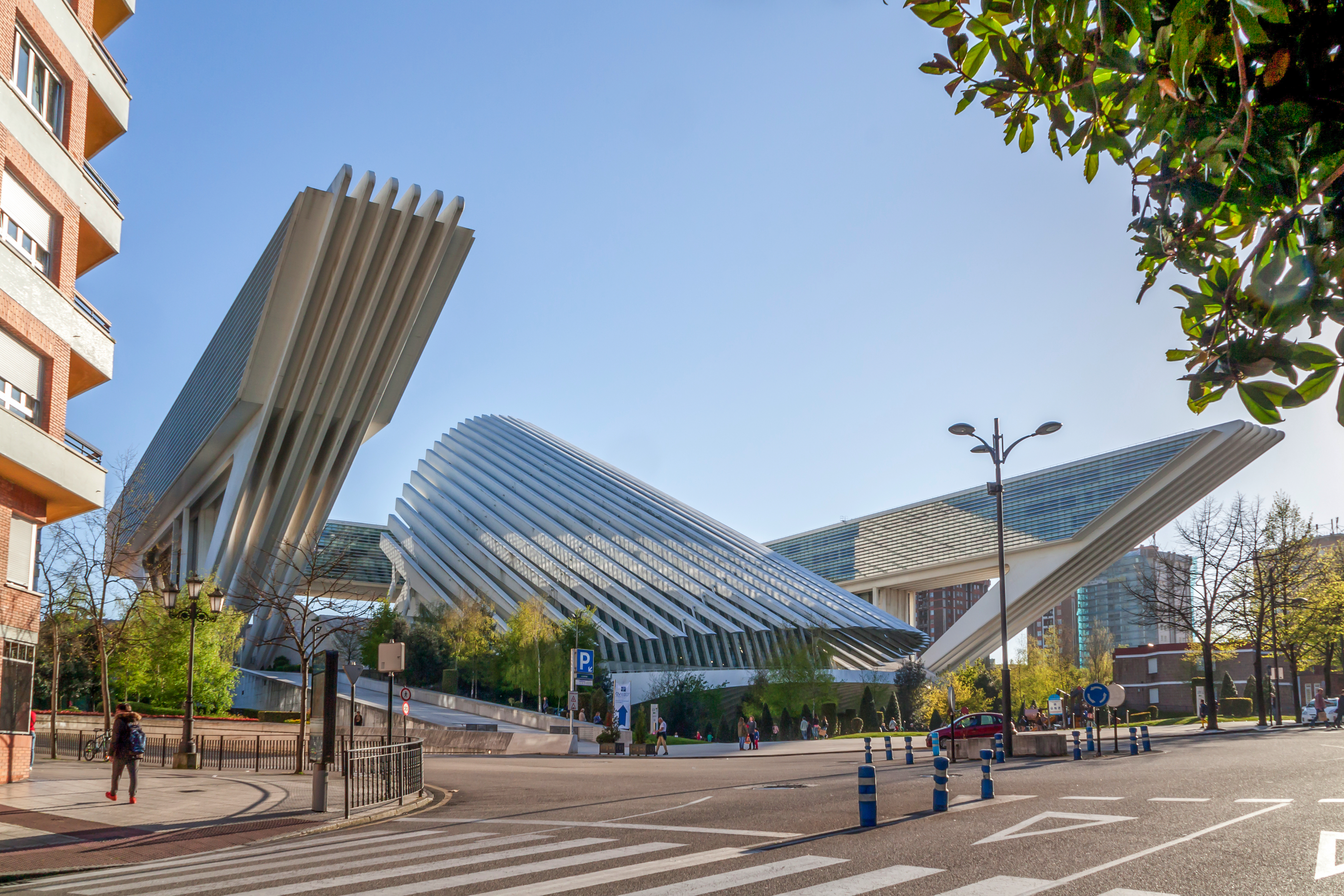
Palacio de Congresos, obra del arquitecto Santiago Calatrava

- Casa de la Rúa, casa-palacio de finales del siglo XV, único edificio civil superviviente del incendio de 1521.[100]
- Universidad de Oviedo, fundada a finales del siglo XVI por el arzobispo católico Fernando Valdés Salas, inquisidor general de las Españas. Abrió sus puertas en 1608.[101]
- Casa consistorial de Oviedo, construida en el siglo XVII, es un edificio de tres plantas y una planta baja porticada con arco central realizado sobre la Puerta de Cimadevilla y que aprovecha como soporte la vieja muralla de la ciudad.
- Palacio de Valdecarzana-Heredia, barroco de comienzos del siglo XVII, hoy sede de la Audiencia Provincial de Asturias.
- Palacio de Malleza-Toreno, barroco de finales del siglo XVII, hoy sede del Real Instituto de Estudios Asturianos y su Biblioteca.
- Palacio de Camposagrado, barroco tardío de comienzos del siglo XVIII, hoy sede de Tribunal Superior de Justicia de Asturias.
- Palacio del Duque del Parque, construido a comienzos del siglo XVIII, también de estilo barroco tardío.
- Palacio de Velarde, de finales del siglo XVIII. Alberga el Museo de Bellas Artes de Asturias.[102]
- Antiguo Hospicio, del siglo XVIII, tiene una fachada de estilo barroco rematada por un gran escudo y una capilla octogonal.[103]
- Teatro Campoamor, inaugurado en 1892 y bautizado así en honor al poeta Ramón de Campoamor a iniciativa de Leopoldo Alas «Clarín», entonces concejal del ayuntamiento. Entre otras cosas es famoso por ser el escenario de la entrega de los Premios Princesa de Asturias.
- Palacio de la Junta General del Principado de Asturias, construido a comienzos del siglo XX, sobre el solar del antiguo Convento de San Francisco.[104]
- Auditorio-Palacio de Congresos Príncipe Felipe, es obra del arquitecto Rafael Beca y fue inaugurado en 1999. Está construido sobre los antiguos depósitos de agua de la ciudad, levantados en 1846, y de los que se ha conservado su estructura.[105]
- Palacio de Congresos de Oviedo, obra del arquitecto Santiago Calatrava, abierto parcialmente en 2008, y posteriormente el auditorio en mayo de 2011.[106]
- Mercado de El Fontán, primera plaza cubierta de Oviedo, de 1885.[107]
- Cada vez puesto más en valor, el patrimonio industrial del municipio, con la conservación de grandes complejos industriales como la Fábrica de armas de La Vega, la fábrica de armas de Trubia, la Loza de San Claudio, la fábrica de Gas, la mina de Olloniego, Tudela Veguín y los barrios y viviendas del paternalismo industrial como Santa Bárbara, Junigro o los chalés de La Vega.

### Escultura urbana

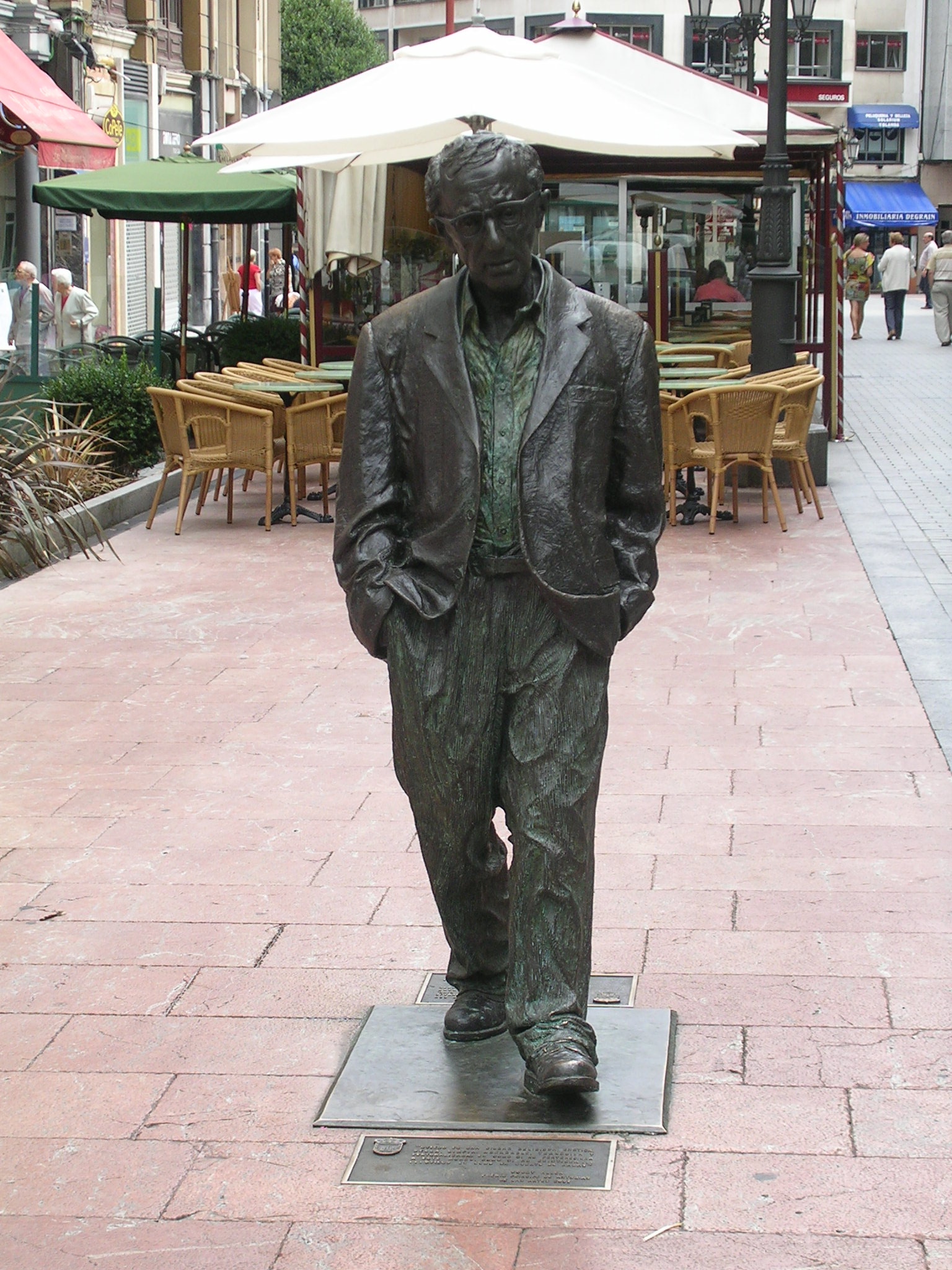
Estatua de Woody Allen a tamaño real

El paisaje urbano se ve completado con obras escultóricas, generalmente monumentos conmemorativos dedicados a personajes de especial relevancia en un primer momento, y más puramente artísticas desde finales del siglo XX. Mención aparte merece el homenaje que la Junta General del Principado de Asturias le hizo en 1798, todavía en vida, al ilustrado Gaspar Melchor de Jovellanos, levantando el primer monumento a una persona privada en España. El Monumento a Jovellanos puede verse en la calle Jovellanos en un costado del Monasterio de San Pelayo.
En el Campo de San Francisco pueden verse numerosos homenajes colocados a principios del siglo XX. El más destacado es el monumento a José Tartiere Lenegre, impulsor de la industrialización de Asturias, obra de los escultores ovetenses Víctor Hevia Granda y Manuel Álvarez Laviada en 1933. Otro homenaje importante es el dedicado a Leopoldo Alas «Clarín», obra de los mismos autores en 1931. El Campo alberga también un gran busto de Sabino Fernández Campo, obra de Víctor Ochoa Sierra. Uno de los homenajes más visitados desde su instalación en 2005 es la estatua a tamaño natural de Woody Allen que le fue dedicada tras los elogios que le dedicó a la ciudad después de la entrega del Premio Príncipe de Asturias de las Artes que recibió en 2002.
Otras obras, más puramente artísticas, de diversos autores están distribuidas por toda la ciudad. Se pueden destacar: El regreso de Williams B. Arrensberg, Culis monumentalibus y Los libros que nos unen, esta última como homenaje al filólogo Emilio Alarcos Llorach, obras de Eduardo Úrculo, Monumento a la Concordia y Afrodita II de Esperanza d'Ors, El diestro y Torso de Fruela I de Miguel Ortiz Berrocal, Amigos de Santiago de Santiago y La Maternidad de Fernando Botero. También hay obras que engalanan la ciudad pese a que se desconoce con exactitud quién fue su autor o cuándo se llevó a cabo su inauguración, como puede ser entre otras el caso de la escultura en homenaje al ingeniero Enrique Lafuente Gutiérrez.

### Parques y jardines

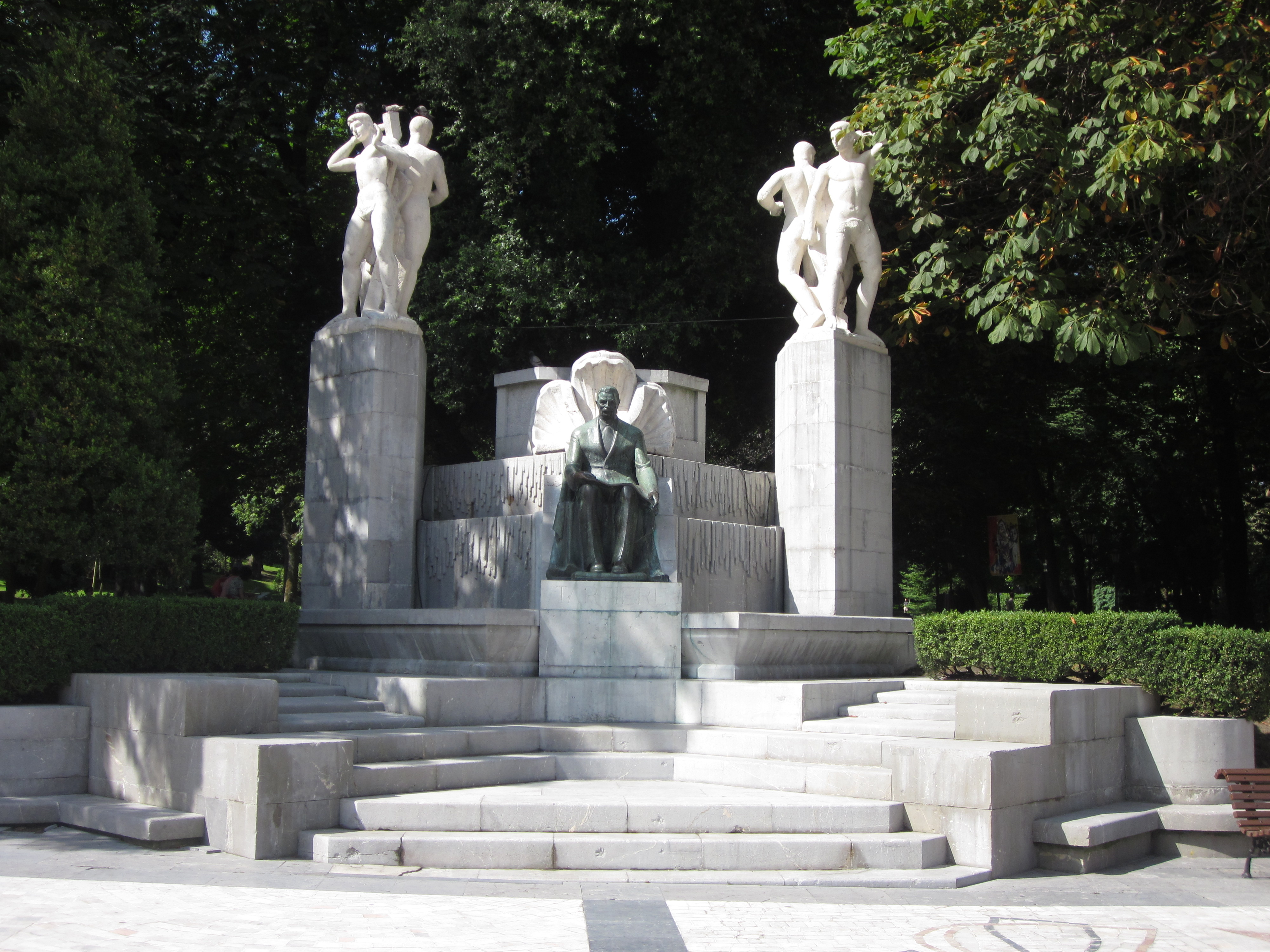
Monumento a José Tartiere Lenegre en el Campo de San Francisco

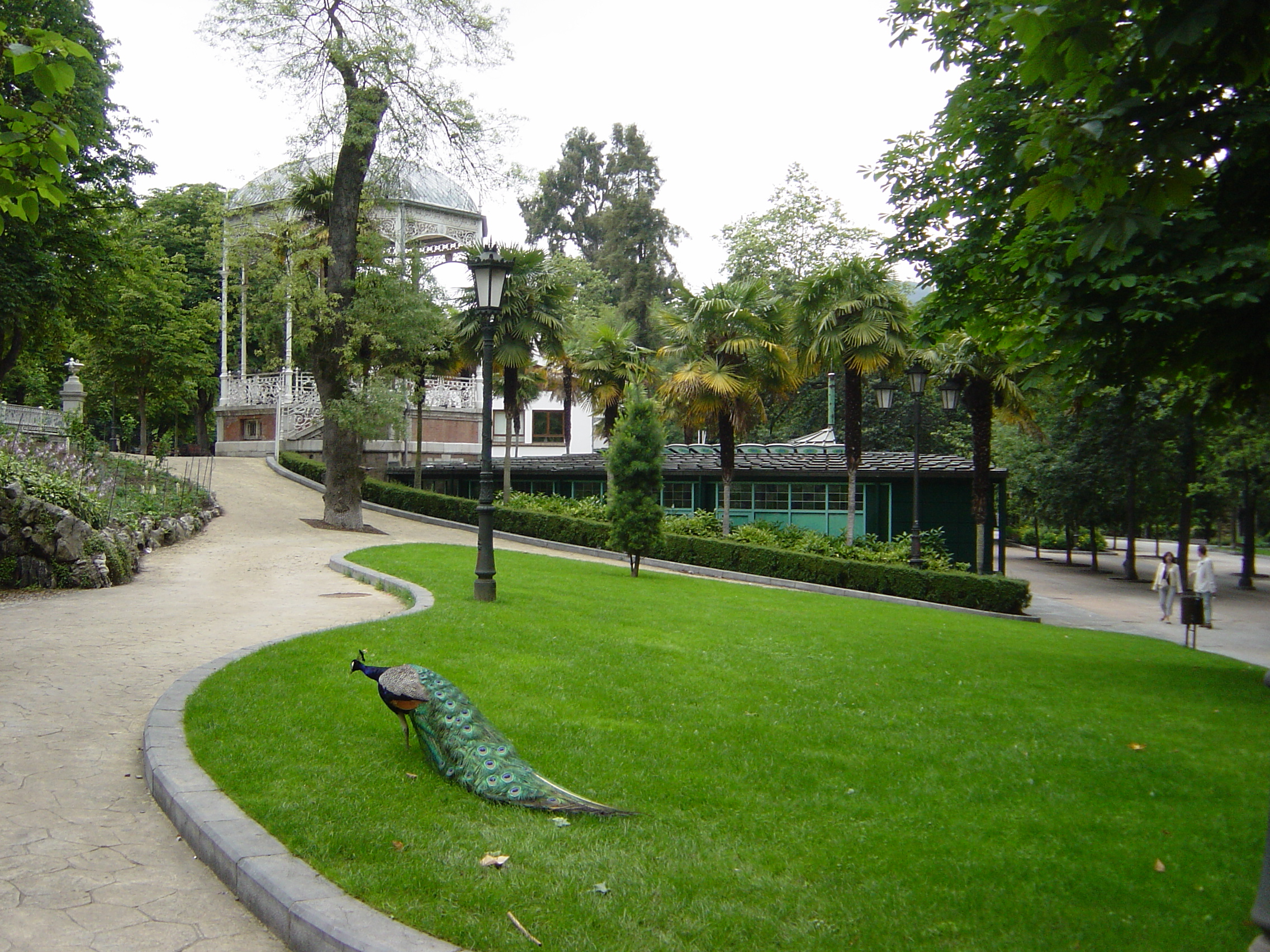
Campo de San Francisco

El concejo tiene 2,2 millones de m² de espacios verdes, lo que supone unos 10 m² por habitante. Además, en las calles de la ciudad están plantados casi 10 000 árboles.
- Campo de San Francisco: popularmente conocido como El Campo por los ovetenses, es un parque de 90 000 m² de superficie situado en el centro de Oviedo, al lado de la calle de Uría. Este parque de grandes árboles fue parte del convento de San Francisco.
- Campillín: esta zona verde al lado de la iglesia de Santo Domingo fue creada tras la guerra civil española, ya que el barrio que allí se levantaba fue totalmente arrasado durante el sitio de Oviedo.
- Parque de Invierno: situado en una vaguada entre la A-66 y la ronda de circunvalación, es un espacio verde de 171 368 m²[112] que cuenta con numerosas equipaciones deportivas y el paseo natural hasta Fuso de la Reina.
- Jardines de la Rodriga: tranquilo parque que cuenta con 8000 m² de superficie, situado entre la calle Campomanes y el Seminario Metropolitano, era el antiguo jardín privado del palacio del Marqués de la Rodriga.
- Parque de Purificación Tomás o Monte Alto: situado al pie del monte Naranco. Se extiende sobre 385 633 m², lo que lo convierte en el parque más grande de la ciudad.[112]
- Parque del Oeste: situado en las inmediaciones del nuevo estadio Carlos Tartiere.
- Parque de Santullano: situado al lado de la autopista a Avilés y Gijón y en los alrededores de San Julián de los Prados.
- Parque de San Pedro de los Arcos: situado tras la llamada losa que cubre las vías ferroviarias, en el barrio de Ciudad Naranco, en la falda del monte que le da nombre, donde hay muchas representaciones de figuras dedicadas a los artistas asturianos, así como un monumento dedicado a la revolucionaria asturiana Aida Lafuente.

## Cultura

### Museos

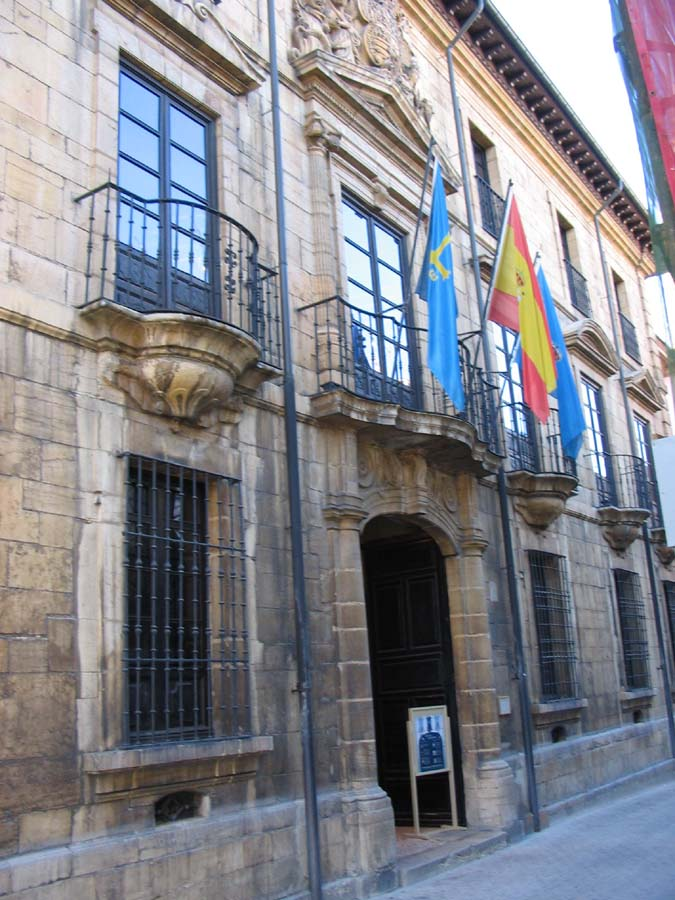
Palacio de Velarde, sede del Museo de Bellas Artes de Asturias

- Museo Arqueológico de Asturias: instalado en el claustro del convento de San Vicente. Entre sus fondos se encuentran: piezas del período Paleolítico, diversas colecciones numismáticas y etnográficas, dos salas dedicadas al período romano y otras dos al arte prerrománico, otra más al románico y otra última al arte gótico. Por otra parte se expone la celda del padre Benito Jerónimo Feijoo.[113]
- Museo de Bellas Artes de Asturias: fue inaugurado en 1980 en el Palacio de Velarde, inmueble contiguo al anterior por su parte trasera. Mantiene una selección de artistas asturianos como Carreño Miranda, Evaristo Valle, Nicanor Piñole, Joaquín Vaquero Palacios, así como de otros grandes maestros españoles: Zurbarán, Goya, Sorolla, Picasso, Salvador Dalí o Santiago Rusiñol y otros artistas contemporáneos.[114]
- Museo de la Iglesia: abierto en 1990. Contiene restos arqueológicos de la catedral, trabajos en oro y plata, pinturas, piezas de marfil y esculturas en madera y documentos del archivo de la catedral.[115]
- Tabularium Artis Asturiensis: museo privado fundado en 1947 por Joaquín Manzanares, Cronista Oficial de Asturias. Tiene entre sus fondos una selección de piezas de arte asturiano.[116]
- Mercado de Trascorrales: el antiguo mercado de pescado, construido en 1866, es hoy un centro cultural y de exposiciones polivalente que acoge diferentes eventos como la Feria del Libro de Oviedo.
- Salas de exposiciones: la Fundación del Banco BBVA, el Banco Herrero-Sabadell, el edificio histórico de la Universidad y el diario La Nueva España, cuentan con salas de exposiciones en la ciudad donde se llevan a cabo diferentes muestras y eventos.

### Música

#### Música clásica

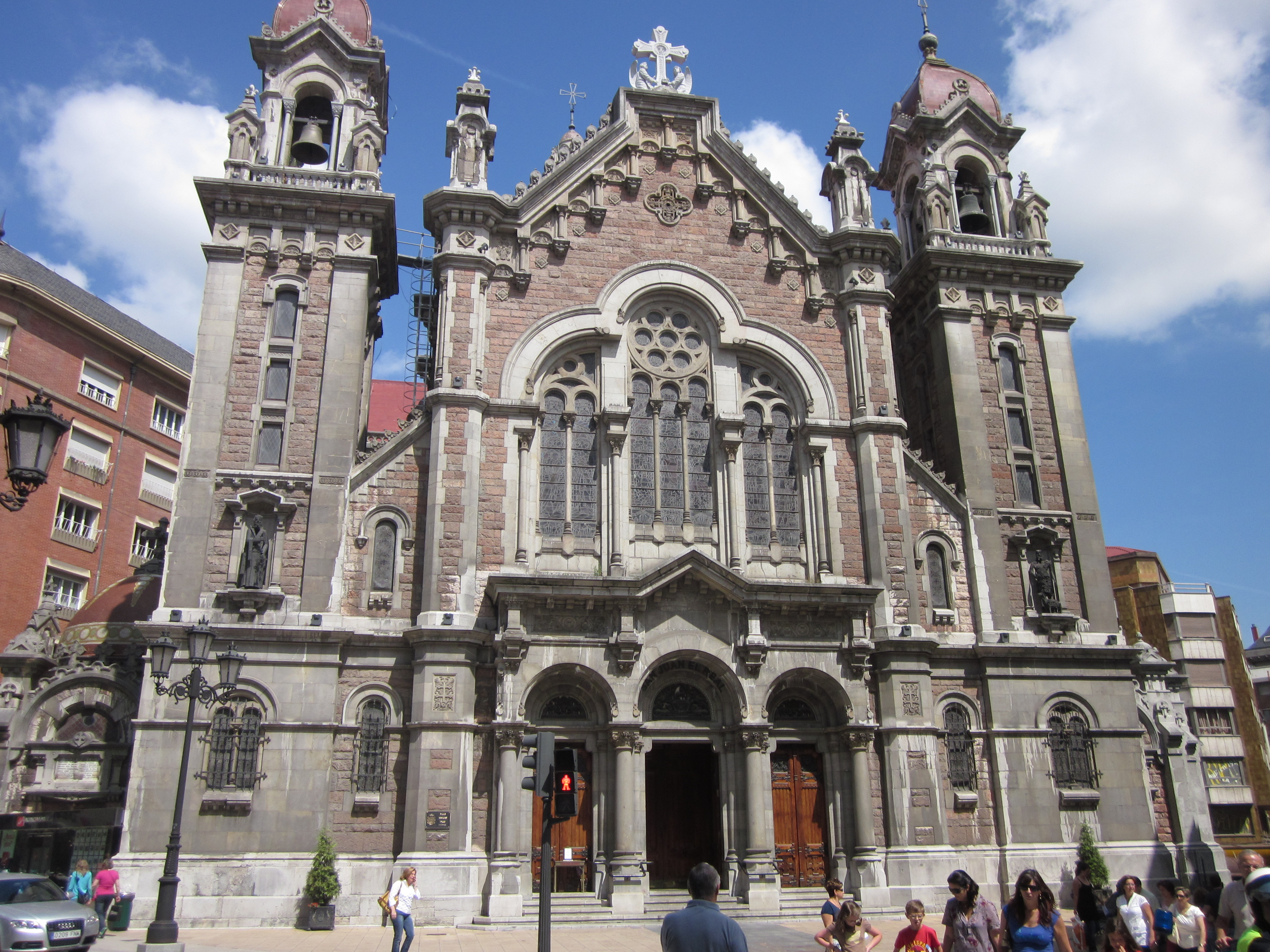
San Juan el Real

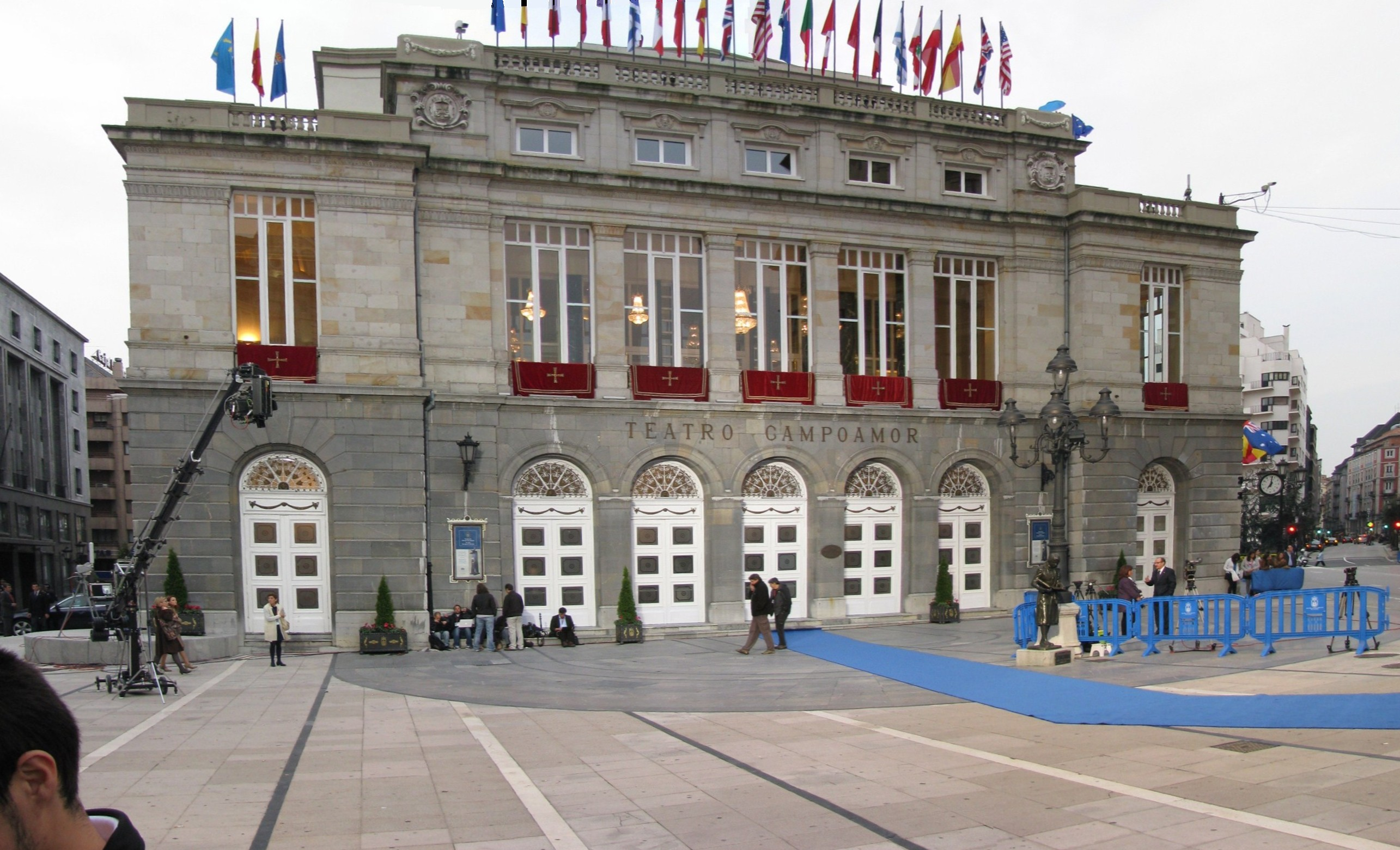
Teatro Campoamor durante los Premios Príncipe de Asturias

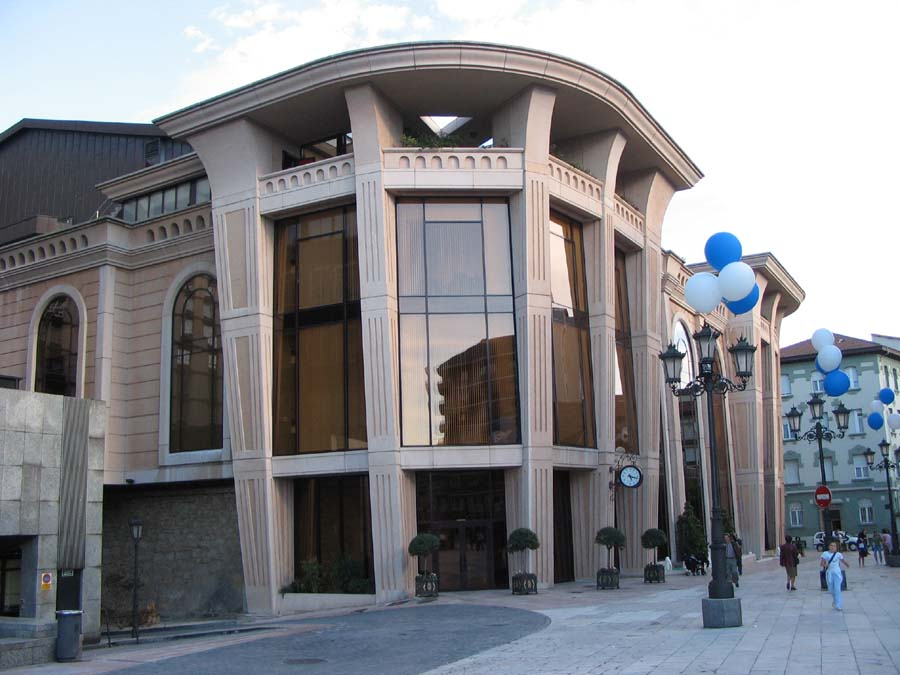
Auditorio-Palacio de Congresos Príncipe Felipe, sede de la Orquesta Sinfónica del Principado de Asturias

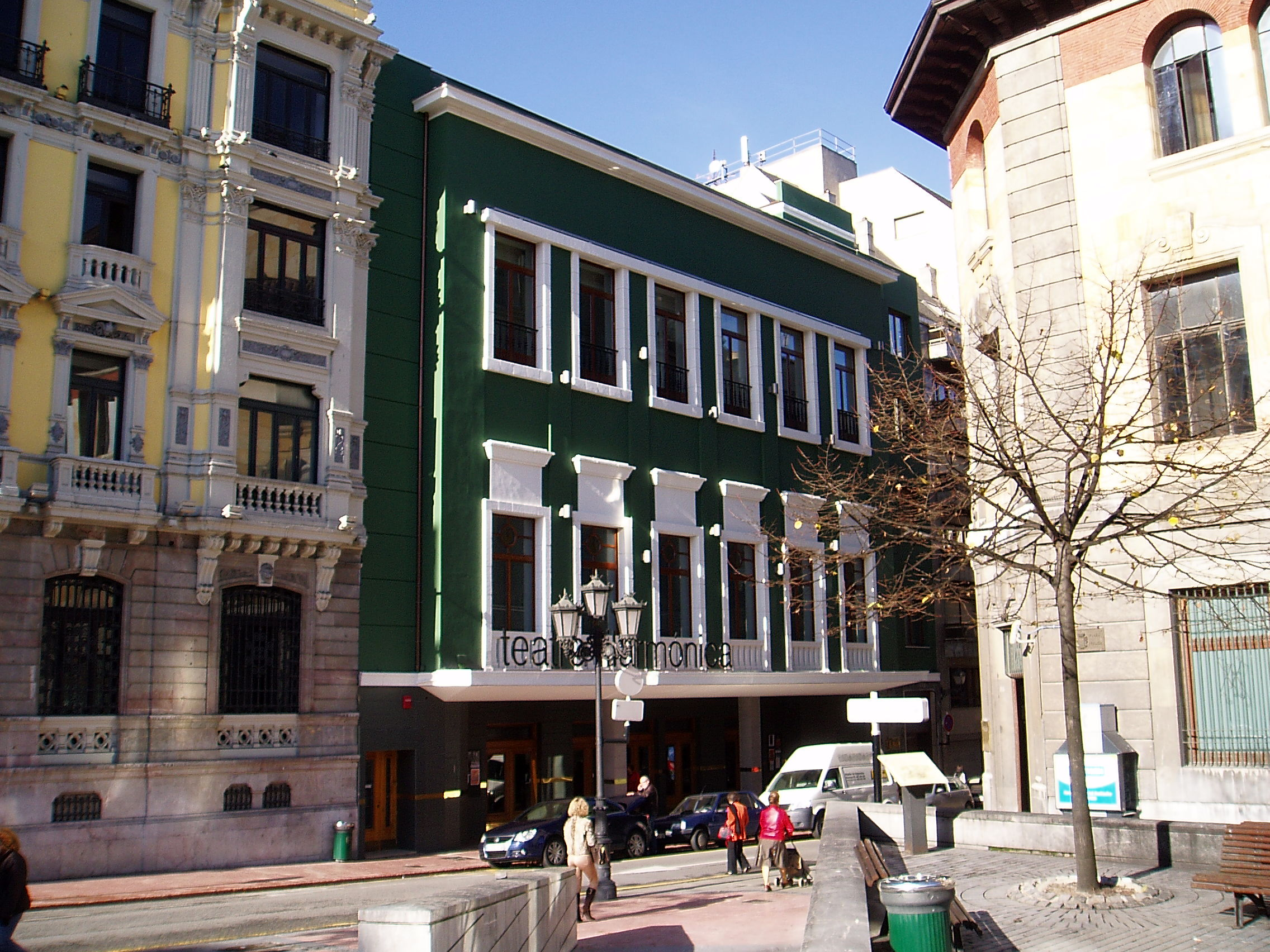
Teatro Filarmónica, sede de la Sociedad Filarmónica de Oviedo y de la orquesta Oviedo Filarmonía

A mediados del siglo XIX la naciente burguesía industrial asturiana residente en Oviedo tomó la música como forma de ocio y ejerció una activa labor de mecenazgo que se tradujo en el apoyo financiero a la educación musical y a músicos locales como Baldomero Fernández Casielles, Eduardo Martínez Torner, Saturnino del Fresno, Manuel del Fresno o Víctor Sáenz. La Sociedad Filarmónica de Oviedo fue fundada en 1907 y organiza desde entonces, con el único paréntesis de los años de la Guerra Civil, una temporada anual de conciertos, gracias a la cual se ha podido ver en Oviedo a músicos e intérpretes como Emil von Sauer, Manuel de Falla, Pau Casals, José Iturbi, Arthur Rubinstein, Jascha Heifetz, Andrés Segovia, Sergei Rajmáninov, Maurice Ravel, Béla Bartók o Ataúlfo Argenta. Desde 1944 la Sociedad cuenta con un teatro propio, el Teatro Filarmónica.
En 1892 se inauguró el Teatro Campoamor, sustituyendo al antiguo Teatro del Fontán que describiera Leopoldo Alas Clarín. Se llevaron a cabo en él todo tipo de espectáculos desde teatro y conciertos hasta zarzuela y ópera. Fue quemado y dejado en ruinas durante la Revolución de Asturias de 1934. Restaurado y reinaugurado en 1948, mantiene desde entonces una temporada anual de ópera que, junto con la del Teatro del Liceo de Barcelona, fueron las únicas de España durante muchos años. El teatro también alberga temporadas de zarzuela, de danza, un concurso de folklore asturiano, pero sobre todo alberga la ceremonia de entrega de los Premios Princesa de Asturias.
En el Auditorio Palacio de Congresos Príncipe Felipe, aparte de una gran actividad congresual, también se desarrollan un Ciclo de conciertos y las Jornadas de Piano Luis G. Iberni, a los que han acudido pianistas de talla mundial como Lang Lang o Krystian Zimerman.

#### Orquestas de música clásica
En Oviedo tienen su sede dos orquestas sinfónicas. La Orquesta Sinfónica del Principado de Asturias (OSPA) ocupa el Auditorio Príncipe Felipe. Sus orígenes se remontan a 1939, aunque la formación actual data de 1991. A comienzos de la segunda década del siglo XX los directores titulares son Jesse Levine y Maximiano Valdés y anteriormente estuvo a cargo del director Víctor Pablo Pérez. Despliega una gran actividad, no solo en Asturias, sino también en el resto de España y en el extranjero.
La orquesta Oviedo Filarmonía (OFIL) fue una iniciativa del Ayuntamiento de Oviedo puesta en marcha por el ayuntamiento en 1999 con el fin de cubrir las necesidades musicales de los eventos de este organismo. Su director titular es Lucas Macías y su sede se encuentra en el Teatro de la Filarmónica.
Ambas orquestas cubren la Temporada de Ópera, el Festival de Danza y el Festival de Teatro Lírico del Teatro Campoamor, la temporada de conciertos y las Jornadas de Piano Luis G. Iberni del Auditorio Príncipe Felipe, y colaboran asiduamente otras instituciones, como la Sociedad Filarmónica de Oviedo, y están presentes en otros eventos como la entrega de los Premios Príncipe de Asturias.
Además de estas orquestas sinfónicas, Oviedo dispone de otras formaciones musicales: la banda de gaitas Ciudad de Oviedo, de la que depende otra infantil llamada Vetusta, formada en 1992 y con presencia en las Fiestas de San Mateo, el desfile del Día de América en Asturias y la ceremonia de entrega de los Premios Príncipe de Asturias. La banda de música Ciudad de Oviedo (BMCO), creada también en 1992, tiene gran presencia en los principales eventos culturales de la ciudad y ofrece conciertos semanales durante el verano en el quiosco del paseo del Bombé en el Campo de San Francisco.

#### Música moderna

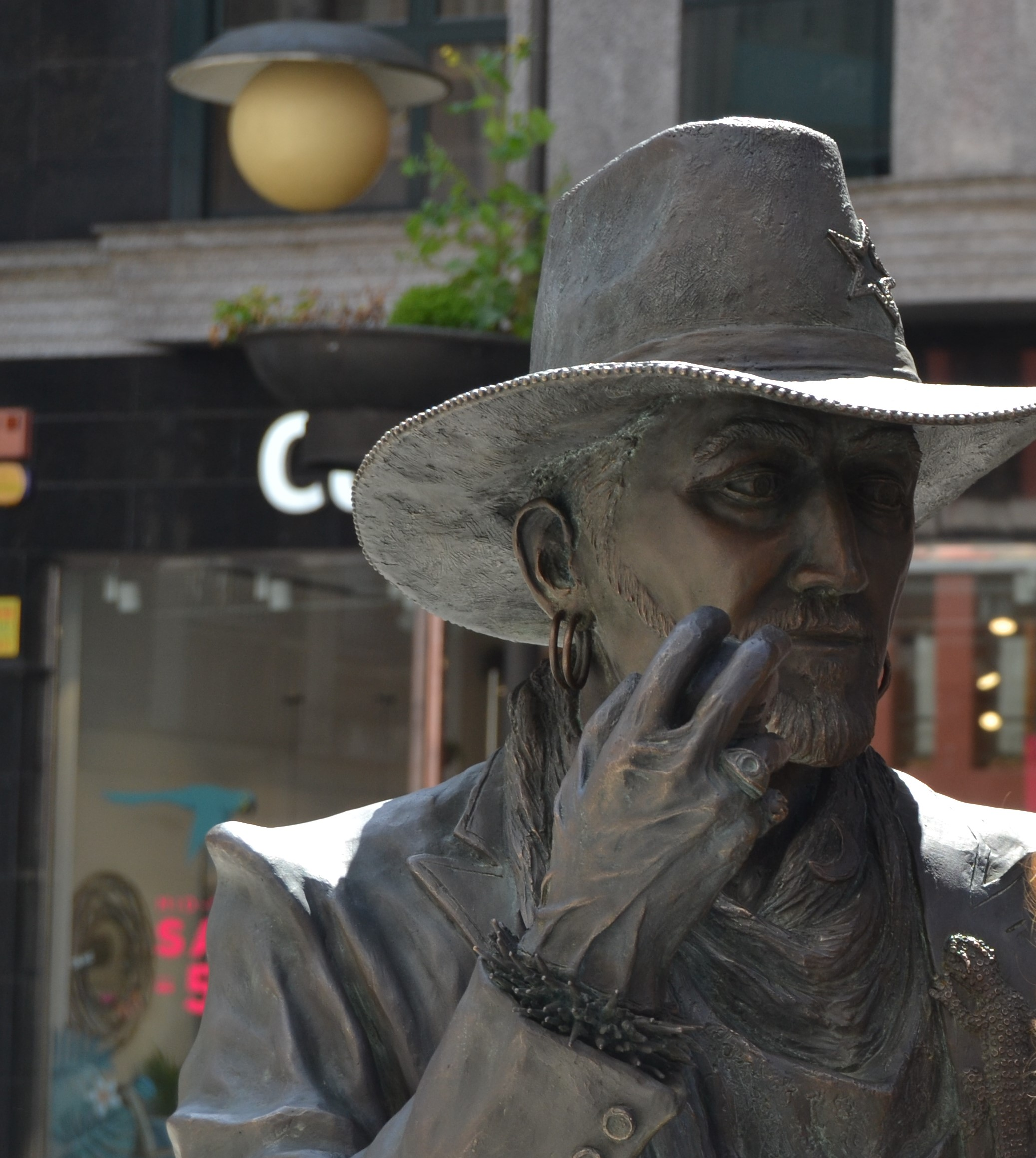
Estatua homenaje a Tino Casal

En cuanto a música moderna, entre otros muchos músicos nacidos en el concejo de Oviedo, destacan: Melendi, Tino Casal o Cristina del Valle. Además a lo largo de los últimos años, muchas bandas y cantantes han pasado por los escenarios ovetenses sean en San Mateo o en algunas salas de conciertos o teatros de la ciudad: Ruth Lorenzo, U2, Elton John, Deep Purple, Michael Jackson El Canto del Loco, Gloria Gaynor, Offspring, Franco Battiato, Mike Oldfield, La Oreja de Van Gogh, Lou Reed, Mónica Naranjo, Hevia, Amaral, Sweet California, Rozalén, Dani Fernández, Malú, Manolo García, Ana Mena, Vanesa Martín, Yoly Saa, Marwán, Slash, Beach Boys, Status Quo, WarCry, Paco de Lucía, Barón Rojo o Green Day entre otros. Además de una programación musical durante las fiestas de San Mateo y los eventos en las salas de conciertos y teatros/ auditorios Oviedo acoge varios encuentros musicales anuales como el Festival El Vesu en la antigua Fábrica de Armas de La Vega el Kuivi Pop Up en los terrenos del antiguo Hospital Central de Asturias
Las principales salas de conciertos de titularidad privada en Oviedo son: La Salvaje, Espacio Estilo, Galaxy Gong Club, Lata de Zinc y Tribeca Live.

### Noche Blanca
La Noche Blanca nació en París en el año 2002 con el fin de fomentar el desarrollo de una programación cultural de vanguardia. Oviedo se sumó a este programa internacional en el año 2013 con una serie de actividades basadas en la innovación, la creatividad, la singularidad, la participación ciudadana, el intercambio entre diferentes disciplinas artísticas y la apertura de espacios no accesibles a la ciudadanía durante el resto del año. El éxito fue inmediato y desde la segunda edición se han ido incrementando las cifras de actividades (siempre gratuitas y accesibles), artistas implicados y asistencia a los más de cincuenta eventos que se celebran a lo largo de toda la ciudad durante el primer sábado de octubre. Solo en 2019 participaron en las actividades de la Noche Blanca de Oviedo más de 50 000 personas.
La Noche Blanca está organizada por la Fundación Municipal de Cultura del Ayuntamiento de Oviedo y se lleva a cabo en los diferentes espacios culturales de la ciudad así como en parques y plazas.

### Literatura

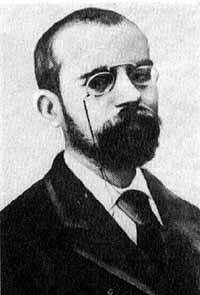
Leopoldo Alas «Clarín», el más renombrado escritor ovetense, aunque, como el mismo decía, le nacieran en Zamora. Recreó la ciudad de Oviedo en su novela La Regenta con el nombre de Vetusta

Oviedo es el escenario de algunas obras literarias de gran importancia. Quizás la más antigua es Gil Blas de Santillana, posible traducción o adaptación de textos españoles de novela picaresca realizada por Alain-René Lesage a principios del siglo XVIII, sobre la que se ha apuntado que quizás Santillana fuese una equivocación de Lesage mantenida por el traductor al español, Francisco José de Isla, y debiera leerse Santullano, parroquia ovetense en ese entonces a una distancia de un kilómetro aproximadamente de la ciudad y hoy en día totalmente incluida en ella.
Sin duda la más importante y universal presencia de Oviedo en una obra literaria es su recreación como Vetusta en la novela de Leopoldo Alas «Clarín» La Regenta. En ella pueden reconocerse lugares como la Corrada del Obispo, Corralada del Obispo en la novela, la calle de Uría, recreada como La Colonia, o el paseo de los Curas, que sigue manteniendo ese nombre en el extremo superior del campo de San Francisco.
Entre otras novelas situadas en Oviedo se pueden citar: Cerca de Oviedo de Francisco García Pavón, finalista del Premio Nadal de 1945; Nosotros, los Rivero, de la escritora ovetense Dolores Medio y que mereció el Premio Nadal en 1952; así como en la obra de otro escritor ovetense, Ramón Pérez de Ayala, en la que aparece recreada con el nombre de Pilares.
Oviedo ha sido cuna también de otros escritores como Ángel González, Antonio Gamoneda, Ignacio del Valle o Eugenia Rico, o que han estado fuertemente vinculados a la ciudad como Carlos Bousoño, el filólogo Emilio Alarcos Llorach, el filósofo Gustavo Bueno y fundamentalmente Benito Jerónimo Feijoo quien desde 1709 residió en la ciudad hasta su fallecimiento y en la que escribió toda su obra de ensayo. Su celda, en el antiguo monasterio de San Vicente, puede todavía visitarse.
En Oviedo se falla también, desde 1977, el premio literario Tigre Juan cuyas bases han variado a lo largo del tiempo manteniendo el denominador común de otorgarse a escritores noveles para quienes el premio es un espaldarazo en su carrera literaria. Desde 2010, el premio lo apadrina la asociación cultural Tribuna Ciudadana.

### Zonas comerciales

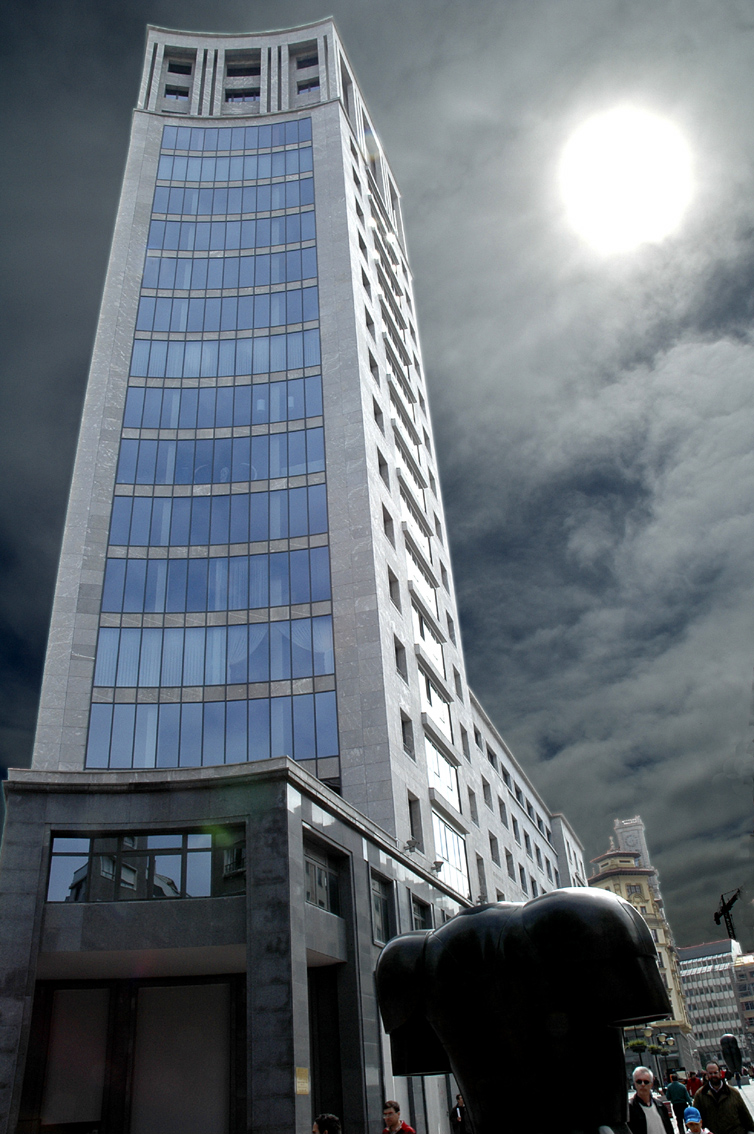
Edificio La Jirafa en la zona comercial de la ciudad

La más importante zona comercial de Oviedo es la calle de Uría y sus adyacentes como Gil de Jaz, Independencia, Doctor Casal, Covadonga, Melquiades Álvarez o la calle del Nueve de Mayo, en estas se encuentran boutiques de firmas como Adolfo Domínguez, Roberto Verino, Purificación García, Bimba y Lola, Dolores Promesas y Carolina Herrera. También podemos encontrar grandes almacenes, como El Corte Inglés, Las Salesas, sucursales bancarias, librerías, tiendas como Sephora o Nespresso, restaurantes tradicionales, y franquicias de comida rápida.
Existen además diversas grandes superficies:
- Centro Comercial Salesas, situado en pleno centro de Oviedo, inaugurado en 1983 siendo el primer centro comercial urbano de España, posee un total de superficie comercial útil de 32 500 m² y tiene una afluencia media anual de 13 millones de visitantes.[135][136] La mayoría de sus instalaciones las ocupan distintos departamentos de El Corte Inglés, así como un Hipercor.
- Centro Comercial Los Prados, situado en el barrio de Teatinos, en los terrenos del antiguo matadero junto a la autopista A-66.
- Centro comercial Parque Principado, que, aunque ubicado en el concejo de Siero, a pocos metros del ovetense barrio de La Corredoria, concentra a multitud de ovetenses a diario, que acuden allí a realizar sus compras. Es la superficie comercial más grande de Asturias, pues dispone de una superficie bruta alquilable de 74 398 m².[137] Se encuentra unido con la capital mediante las líneas C-5a y C-6 de Cercanías Asturias y dos de transporte urbano.
- Centro Comercial Modoo (inicialmente se denominaba Centro Comercial Espacio Buenavista), situado en el barrio de Buenavista, sobre el solar del antiguo Estadio Carlos Tartiere. Fue inaugurado en 2008 pero actualmente se encuentra cerrado. Forma parte de un gran complejo diseñado por el arquitecto Santiago Calatrava, en el que se incluyen oficinas, un hotel y un gran auditorio.[138]
- Centro Cívico Comercial, en el barrio de Llamaquique, formado por multitud de pequeños y medianos comercios que ofrecen diversos de servicios.
- Centro Comercial El Corte Inglés Uría: situado en la calle Uría de Oviedo. Departamentos de relojería, joyería, ropa y calzado de El Corte Inglés. El resto de departamentos se ubican en Centro Comercial Salesas.

Todas ellas conviven con el pequeño comercio. Como iniciativa para atraer a los clientes hacia el pequeño comercio, surgió la asociación Oviedo Tiendas.

### Fiestas locales

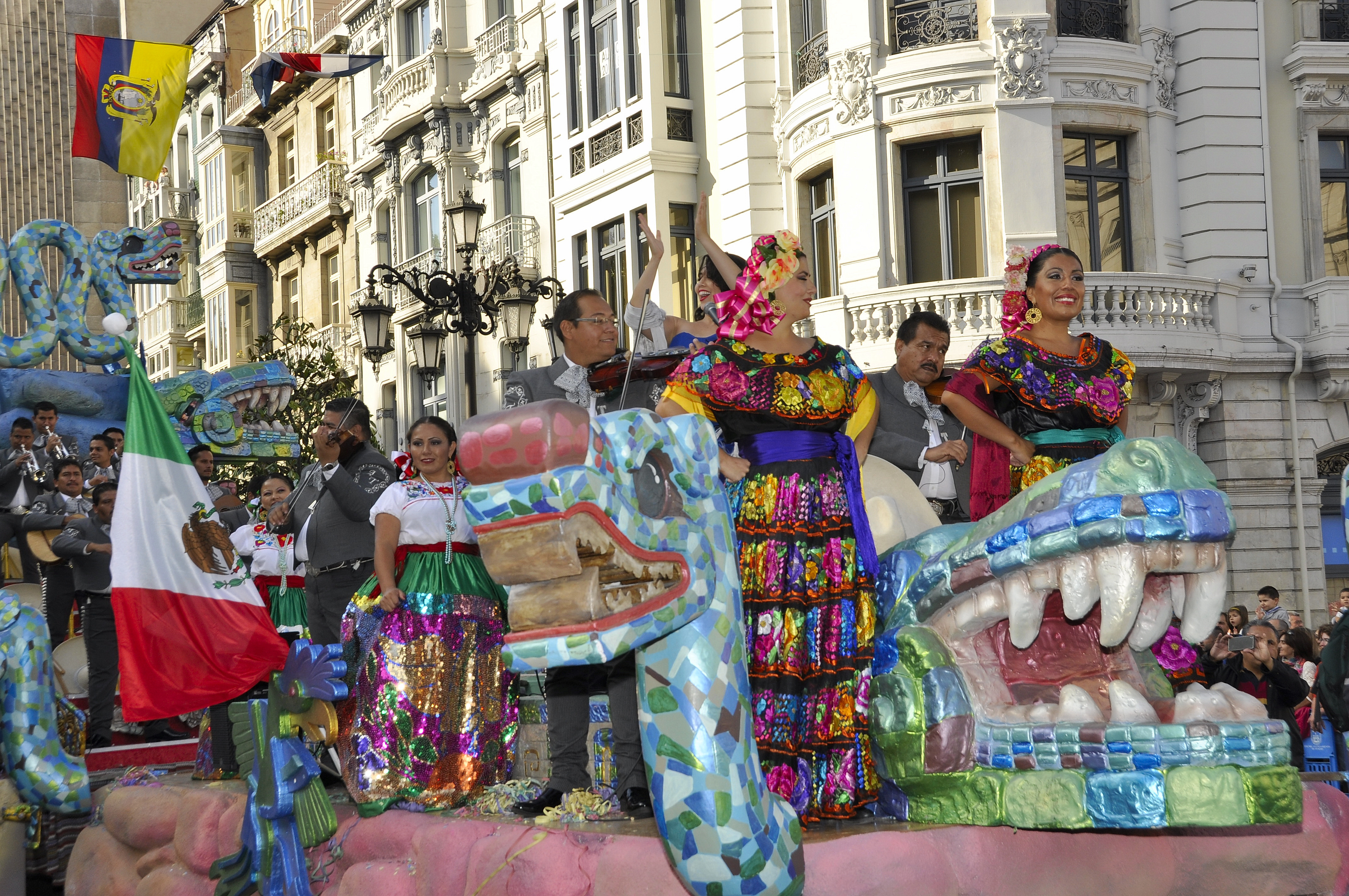
Desfile del Día de América en Asturias, una fiesta de interés turístico nacional que se celebra desde 1950

- San Mateo, 21 de septiembre, las principales fiestas de la ciudad. Hay conciertos durante diez días y se instalan casetas de hostelería en el centro. El día de San Mateo se venden paxarines (figuras realizadas con miga de pan, color azafrán, que se utilizan a modo de amuleto para protegerse de las tormentas en la plaza de la Catedral), se celebra la Misa Mayor con bendición del Santo Sudario, y se realiza una comida campera en el Campo de San Francisco. La víspera a San Mateo se lanzan fuegos artificiales. Durante las fiestas se celebra el Día de América en Asturias, fiesta declarada de interés turístico nacional,[140] y actividades para niños y adultos entre otros eventos. La fiesta finaliza con la romería del Cristo de las Cadenas. Esta última se celebra el domingo siguiente a la festividad de San Mateo. A pesar de lo que parezca el Cristo de las Cadenas no sale en procesión.[141] Cabe destacar, a modo de curiosidad, que San Mateo no es patrón de la ciudad de Oviedo, sino que lo son San Salvador y Santa Eulalia de Mérida.
- Martes de Campo o La Balesquida, fiesta que se celebra el primer martes después de Pentecostés (a su vez, el Domingo de Pentecostés se celebra cincuenta días después de la Pascua, Domingo de Resurrección), comida campestre que consiste en la tradicional consumición del bollo preñao y vino. La comida se complementa con culinos de sidra, empanadas caseras, frixuelos, casadiellas, etc. Este día se conoce popularmente como Día del Bollo.[142] Se celebra en torno a la Virgen de la Esperanza llamada precisamente La Balesquida, muy venerada por los ovetenses.
- Feria de la Ascensión, fiestas dedicadas al campo declaradas de interés turístico regional, cuyo origen se remonta al siglo XVI.

### Gastronomía

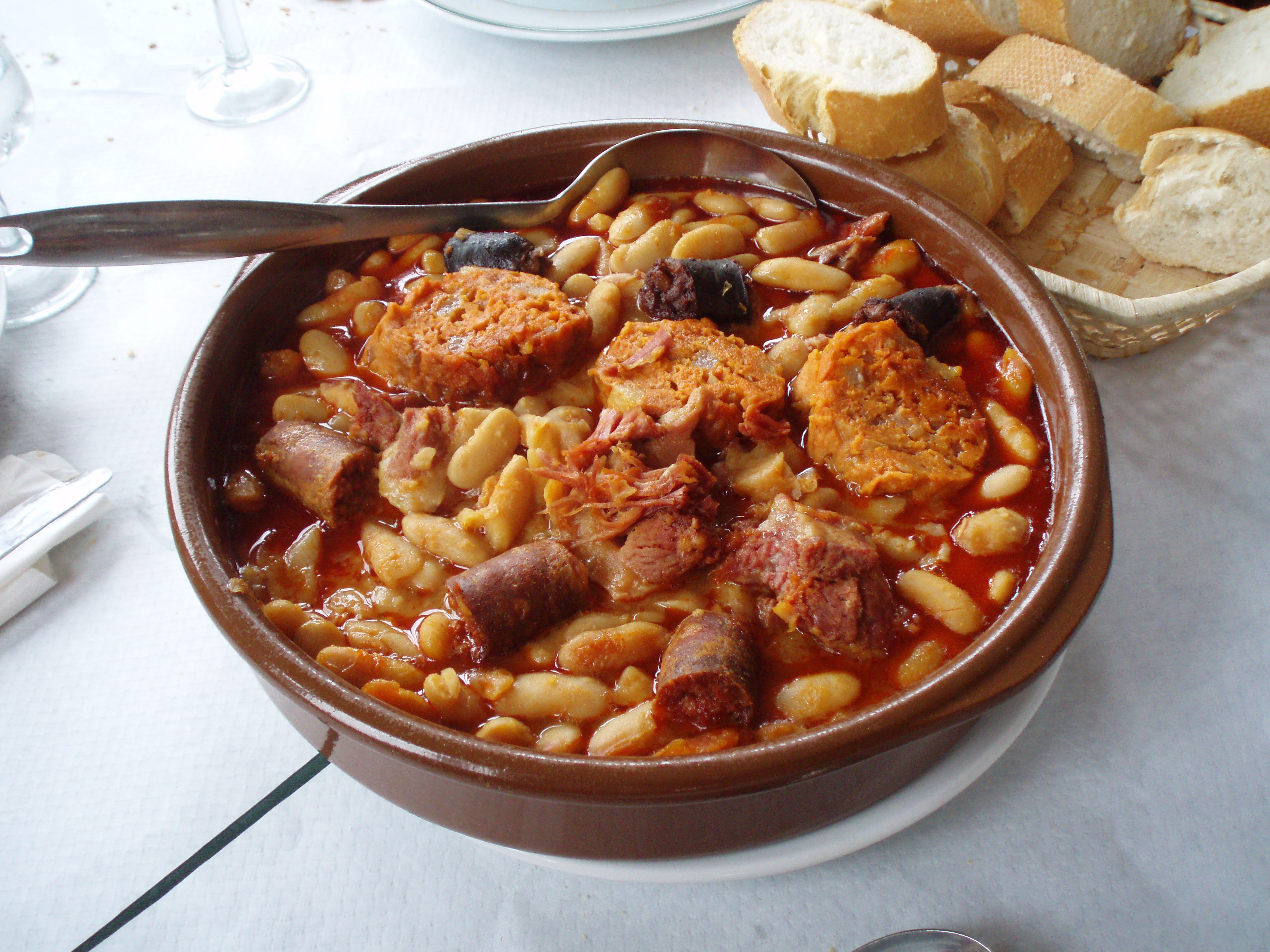
Fabada

El plato típico por excelencia es, al igual que en el resto de la Comunidad, la fabada. Es tradición una fiesta cuyo origen es bastante polémico, el martes de campo, comiendo un menú compuesto de bollo preñado (relleno de chorizo) y vino o sidra. Otra exitosa festividad gastronómica es El desarme, que se celebra cada 19 de octubre en restaurantes y casas particulares, ofreciendo invariablemente el suculento menú formado por garbanzos con bacalao y espinacas, callos y arroz con leche.
En la ciudad hay varias zonas que se caracterizan por los locales que las componen, así nos encontramos con:
- El bulevar de la Sidra, situado principalmente en la calle Gascona y calles adyacentes, se trata de una de las calles más populares de Oviedo y Asturias, en la que se concentran multitud de sidrerías.
- La Ruta de los Vinos, situada en la calle Manuel Pedregal, lugar repleto de vinotecas y restaurantes.
- La Ruta de la Cerveza, situada en la calle Martínez Vigil, calle de cervecerías y pequeños pub.

En Oviedo siempre ha habido mucha tradición chocolatera; ya en 1752, de los 29 chocolateros existentes en Asturias 23 eran ovetenses. Una muestra de ello son los carbayones, otro producto típico de la ciudad que actualmente son elaborados en toda la provincia. Surgieron en 1924, cuando iba a celebrarse la primera edición de la Feria Internacional de Muestras de Asturias: un pastelero ovetense, José de Blas, encargó a su maestro de obrador José Gutiérrez un pastel que representara en ella a la capital del Principado. El pastel que creó de almendra y yema con una base de hojaldre y una cubierta de azúcar, recibió el nombre de carbayón. También son habituales las moscovitas, pastas finas de almendra marcona triturada con un baño de cobertura de chocolate.
Aquí tienen sede algunas cofradías y sociedades gastronómicas como la Cofradía de los Amigos de los Quesos del Principado de Asturias, la Cofradía Doña Gontrodo y la Sociedad Gastronómica El Rinconín, fundada esta última, en 1965.
En noviembre de 2023, Oviedo fue nombrada Capital Española de la Gastronomía 2024, una distinción otorgada por la Federación Española de Periodistas de Turismo en colaboración con la asociación Hostelería de España que reconoce cada año a la ciudad que haya destacado en la promoción de su gastronomía como atractivo turístico.

### Deporte
Equipos más representativos de la capital del Principado:
| Equipo                          | Deporte              | Competición                 | Categoría | Estadio                                        | Creación | Mejor |
| ------------------------------- | -------------------- | --------------------------- | --------- | ---------------------------------------------- | -------- | ----- |
| Real Oviedo                     | Fútbol               | La Liga EA Sports           | 1.ª       | Estadio Carlos Tartiere                        | 1926     | 1.ª   |
| Real Oviedo Vetusta             | Fútbol               | Segunda RFEF                | 4.ª       | Campos de El Requexón                          | 1930     | 2.ªB  |
| Club Deportivo Covadonga        | Fútbol               | Tercera RFEF                | 5.ª       | Campo Juan Antonio Álvarez Rabanal             | 1979     | 2.ªB  |
| Astur Club de Fútbol            | Fútbol               | Primera Asturfútbol         | 6.ª       | Estadio Hermanos Llana                         | 1923     | 3.ª   |
| AD Universidad de Oviedo        | Fútbol               | Primera Asturfútbol         | 6.ª       | Estadio Universitario San Gregorio             | 1962     | 2.ªB  |
| Club Deportivo Vallobín         | Fútbol               | Primera Asturfútbol         | 6.ª       | Campo de Vallobín                              | 1991     | 3.ª   |
| Pumarín Club de Fútbol          | Fútbol               | Segunda Asturfútbol         | 7.ª       | Estadio Luis Oliver                            | 1917     | 4.ª   |
| Real Oviedo Femenino            | Fútbol femenino      | Segunda Federación Femenina | 3.ª       | Complejo José Ramón Suárez Fdez. - El Castañeo | 1980     | 1.ª   |
| Oviedo Club Baloncesto          | Baloncesto           | Primera FEB                 | 2.ª       | Polideportivo Municipal de Pumarín             | 2004     | 2.ª   |
| Universidad de Oviedo           | Baloncesto           | Tercera FEB                 | 4.ª       | Polideportivo Universitario de Oviedo          | 1982     | 4.ª   |
| Universidad de Oviedo           | Baloncesto femenino  | Liga Femenina 2             | 2.ª       | Polideportivo Universitario de Oviedo          | 1982     | 1.ª   |
| Real Oviedo Rugby               | Rugby                | División de Honor B         | 2.ª       | Campo de Rugby El Naranco                      | 1983     | 1.ª   |
| Cowper Universidad de Oviedo RC | Rugby                | Liga Norte                  | 3.ª       | Estadio de San Lázaro                          | 1990     | 3.ª   |
| Club Bádminton Oviedo           | Bádminton            | División de Honor           | 1.ª       | Corredoria Arena                               | 1999     | 1.ª   |
| Balonmano Base Oviedo           | Balonmano            | División de Honor Plata     | 2.ª       | Polideportivo Municipal Vallobín               | 1993     | 2.ª   |
| Balonmano Vetusta               | Balonmano            | Primera Nacional            | 3.ª       | Florida Arena                                  | 2012     | 3.ª   |
| Oviedo Balonmano Femenino       | Balonmano femenino   | División de Honor Plata     | 2.ª       | Florida Arena                                  | 1986     | 1.ª   |
| Club Voleibol Oviedo            | Voleibol             | Liga FEV                    | 3.ª       | Polideportivo Municipal Colloto                | 1991     | 3.ª   |
| Club Patín Roller Oviedo        | Hockey sobre patines | OK Liga Plata               | 2.ª       | Polideportivo de Villafría                     | 1994     | 2.ª   |
| Txamón Oviedo                   | Fútbol sala          | 3.ª División                | 4.ª       | Polideportivo Municipal Colloto                | 1999     | 4.ª   |

Equipos representativos desaparecidos:
| Equipo                     | Deporte   | Estadio                       | Creación | Desaparición | Mejor | Veces |
| -------------------------- | --------- | ----------------------------- | -------- | ------------ | ----- | ----- |
| Real Stadium Club Ovetense | Fútbol    | Vetusta                       | 1914     | 1926         | -     | -     |
| Real Club Deportivo Oviedo | Fútbol    | Teatinos                      | 1919     | 1926         | -     | -     |
| Club Patín Cibeles         | Hockey    | Palacio de Deportes de Oviedo | 1953     | 1987         | 1.ª   | 13    |
| Club Balonmano Naranco     | Balonmano | Polideportivo de Vallobín     | 1978     | 2008         | 1.ª   | 8     |

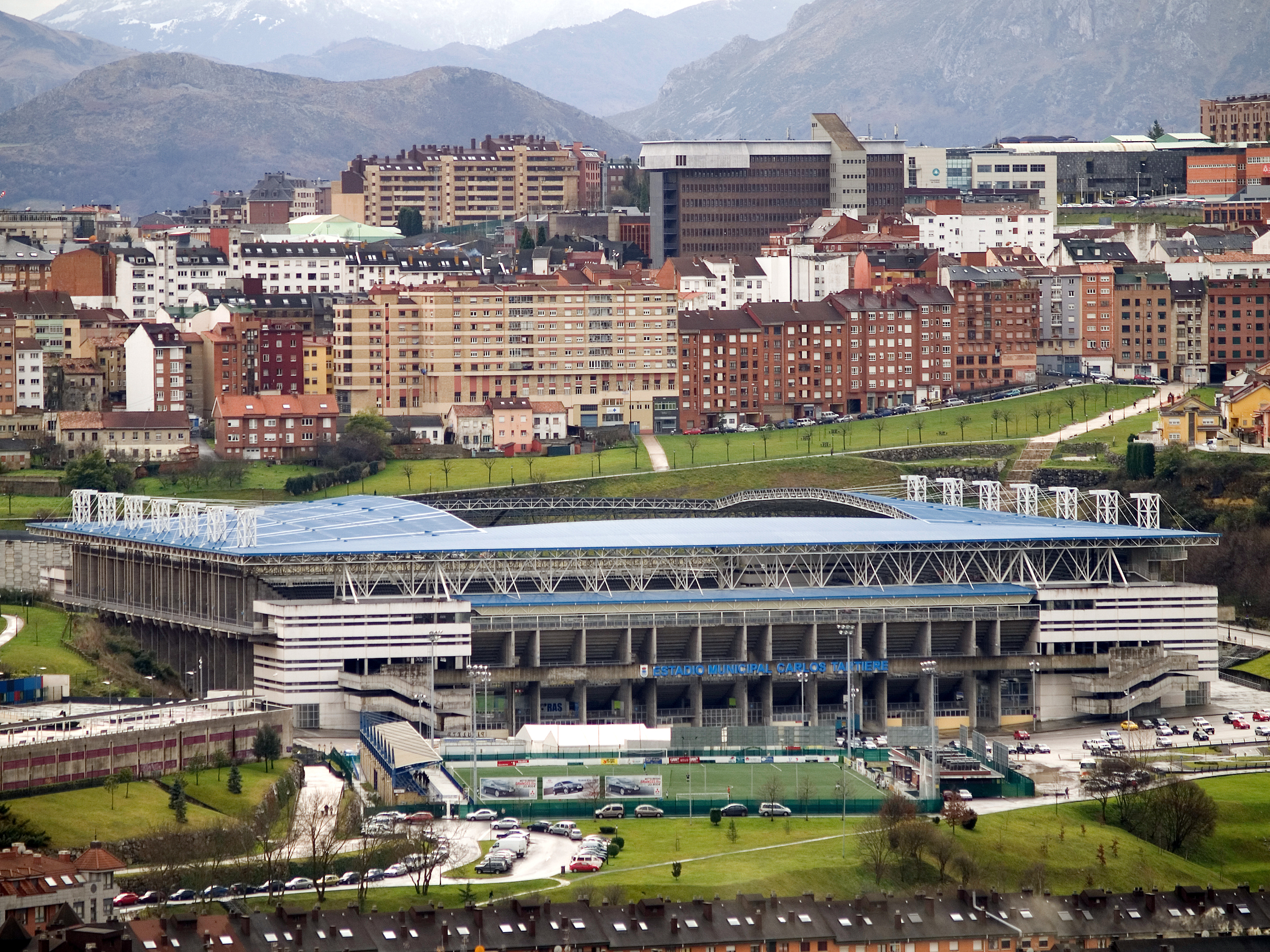
Estadio Municipal Carlos Tartiere

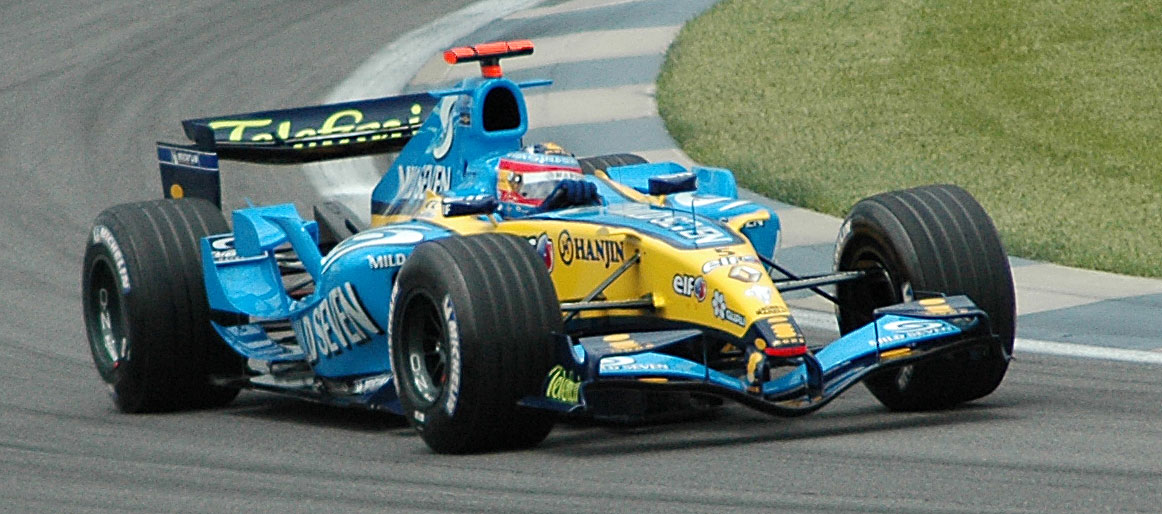
Fernando Alonso durante la clasificación del Gran Premio de los Estados Unidos de 2005, destacado deportista de Oviedo

El fútbol es el deporte más popular de la ciudad siendo el Real Oviedo su equipo más representativo, habiendo militado durante 38 temporadas en Primera División, consiguiendo en tres ocasiones el tercer puesto y una clasificación a la copa de la UEFA. También es de destacar su primer presidente y fundador, Carlos Tartiere, cuyo nombre también posee el estadio del equipo. En la cantera del Real Oviedo se han formado algunos jugadores como Miguel Pérez Cuesta, Santiago Cazorla, Juan Mata o Esteban Andrés Suárez. Además en Oviedo han nacido algunos jugadores destacados de finales del siglo XX y principios del XXI, como Enrique Castro González, Javier Paredes, Luis García Fernández o el ya citado Michu. Otros clubes de fútbol del concejo son el Astur Club de Fútbol, Universidad de Oviedo, Centro Asturiano de Oviedo, U.D. San Claudio, Masaveu CF, CD Covadonga, Pumarín CF, CD Vallobín, Juventud Estadio, La Manjoya, Peña Oviedista Beryma, Nalón CF, Unión Comercial o la SD Colloto.
En fútbol femenino, destaca el Real Oviedo Femenino, que disputa la Liga Reto Iberdrola.
En baloncesto, el Oviedo Club Baloncesto disputa la LEB Oro, mientras que el Universidad de Oviedo compite en Liga Femenina 2.
En bádminton, el Club Bádminton Oviedo compite en la primera división (División de Honor) y fue campeón de liga en 2015.
En rugby, el Real Oviedo Rugby disputa la División de Honor B, y cuenta también con equipo femenino en la Liga Norte. Otros equipos de rugby de la ciudad son el Cowper Universidad de Oviedo Rugby Club, y en modalidad de rugby a 7 el Goa7s Rugby Club.
En balonmano, la ciudad contó con un equipo en Liga Asobal durante 8 campañas: el Club Balonmano Naranco. Actualmente, destaca el Balonmano Base Oviedo, que milita en la segunda división española, la División de Honor Plata. Además, destaca también el Balonmano Vetusta, que compite en la tercera categoría, la Primera Nacional. En balonmano femenino, destaca el Oviedo Balonmano Femenino, que compite en División de Honor Plata.

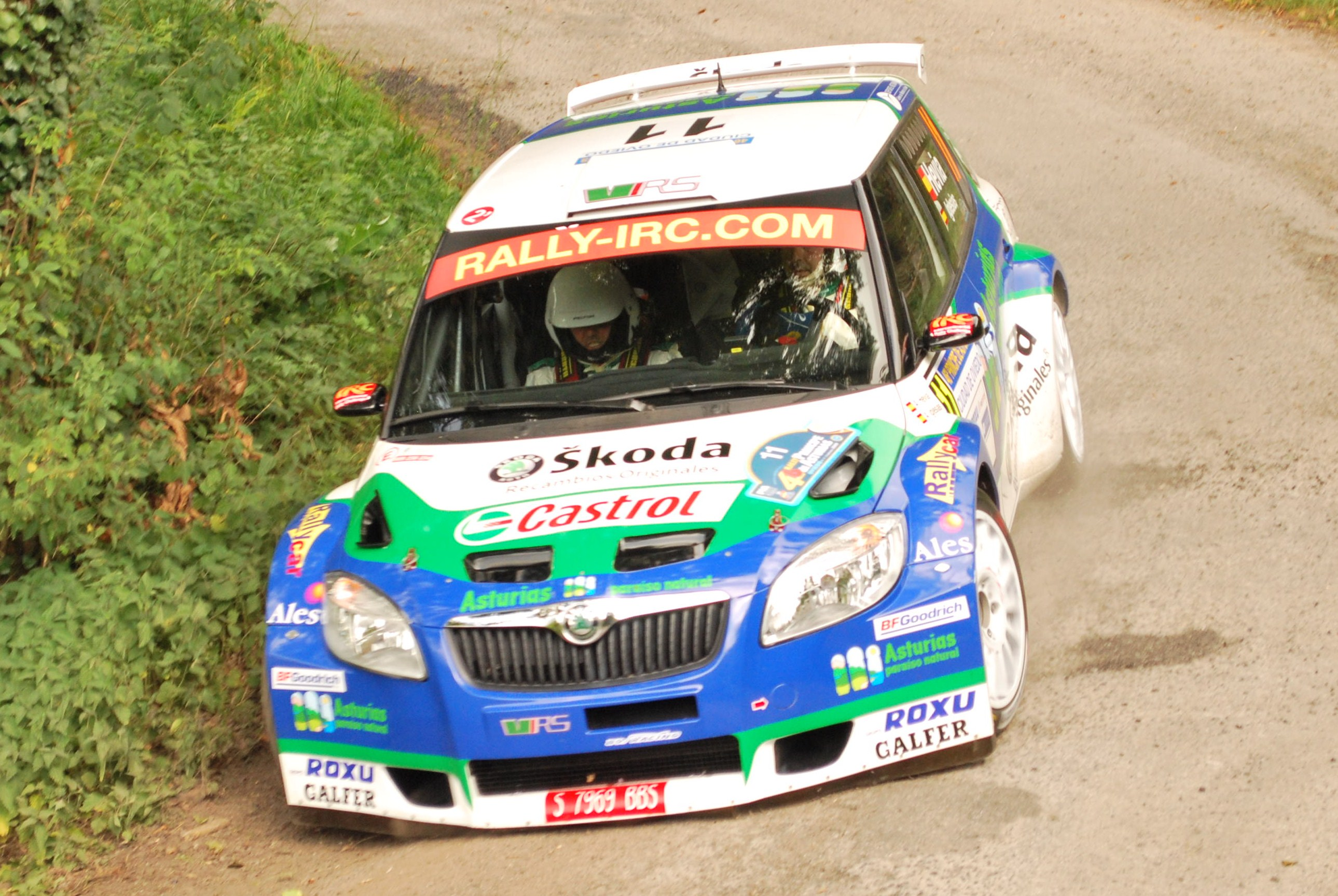
Alberto Hevia en el Rallye Príncipe de Asturias 2009

 En rally, el Automóvil Club Principado de Asturias (ACPA), organiza anualmente el Rally Princesa de Asturias, prueba que se realiza desde 1964. Es puntuable para el Súper Campeonato de España de Rally y el Campeonato de Asturias de Rally y en el pasado también lo fue para el Campeonato de Europa de Rally (1983-1986, 1993-1998, 2004-2005, 2009-2012), el Intercontinental Rally Challenge (2008-2009) y el FIA European Rally Trophy. La prueba nació en 1964 bajo el nombre Rally Gran Premio de Oviedo. Luego pasó a llamarse Rally Ciudad de Oviedo hasta los años 1970 cuando se modificó por Rally Príncipe de Asturias Ciudad de Oviedo, nombre que conservó hasta 2015.
En hockey sobre patines, el Club Patín Cibeles disputó la máxima categoría en 13 ocasiones, llegando a ser campeón de la Copa del Rey en 1980. Actualmente, el Roller Oviedo juega en la OK Liga Plata, segunda categoría a nivel nacional.
Otros clubes importantes son el Universidad de Oviedo, Oviedo Atletismo y La Santina en atletismo, el Txamón Oviedo y el CD Oviedo Sport en fútbol sala y el Club de Natación Ciudad de Oviedo en natación y waterpolo.
Individualmente destacan Fernando Alonso, bicampeón del mundo de Fórmula 1, Galo Blanco, tenista profesional ganador de un torneo ATP (San Marino, 1999) y cuartofinalista en Roland Garros en 1997. También Samuel Sánchez González, medallista de oro en los Juegos Olímpicos de Pekín 2008 en la prueba de ciclismo en ruta, ganador de la clasificación de la montaña en el Tour de Francia 2011 y tercer clasificado en el Tour de Francia 2010 y el jugador de baloncesto Saúl Blanco.
Las instalaciones más importantes de la ciudad son el Estadio Carlos Tartiere, el Palacio de Deportes, el complejo deportivo de San Lázaro, las instalaciones deportivas de El Cristo, el Centro Asturiano, el campo municipal de golf Las Caldas, el Centro Ecuestre El Asturcón y varios polideportivos.

### Medios de comunicación

#### Periódicos
- El Carbayón
- El Comercio (edición local)
- La Nueva España (edición local)
- 20 minutos (edición Asturias)

#### Emisoras de radio

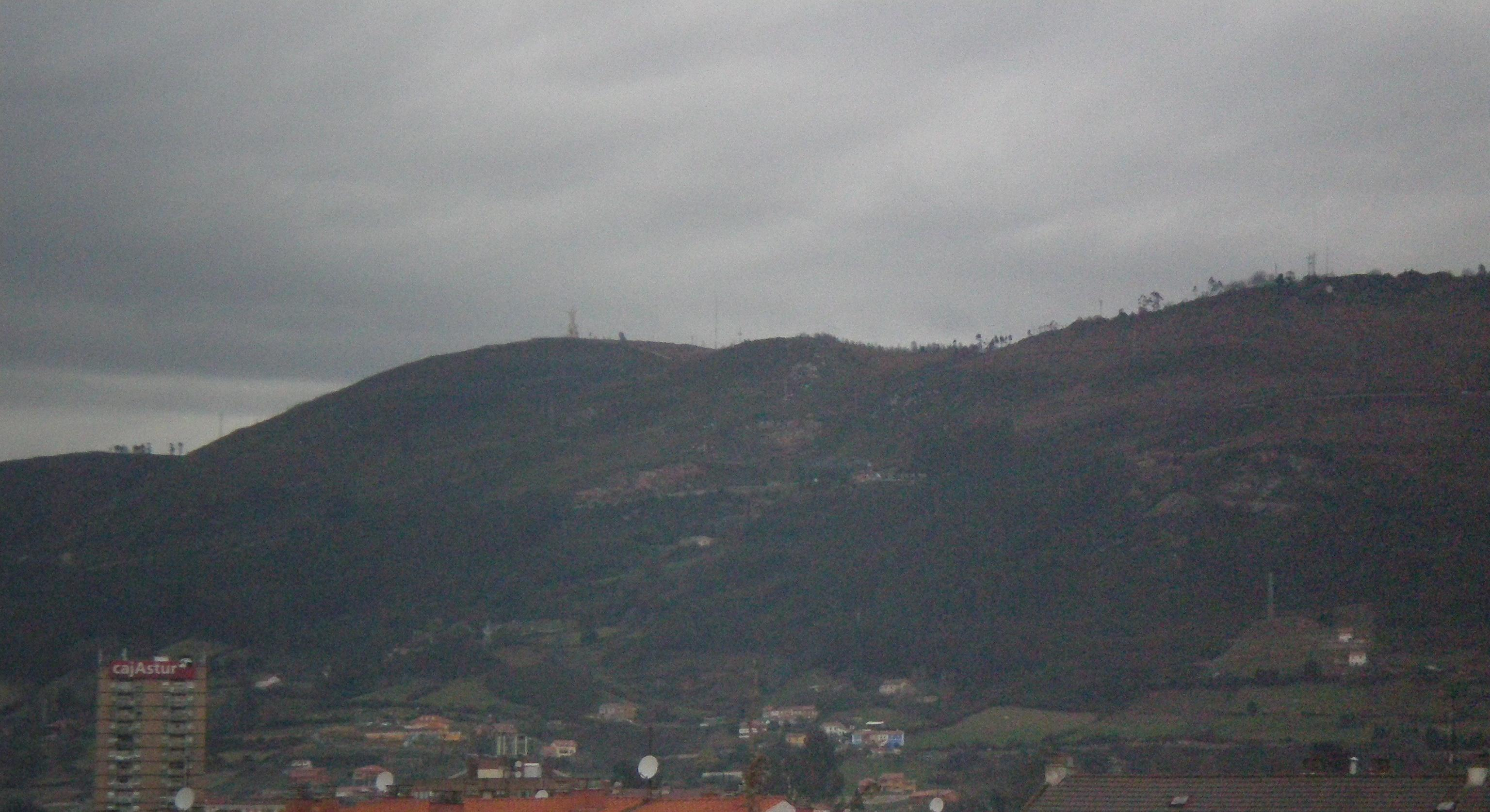
En la foto: monte Naranco. Junto al pico Grandota son los principales centros emisores de telecomunicaciones en Oviedo

- SER Radio Asturias (Oviedo) - 100.9 FM / 1026 OM
- LOS40 Asturias - 97.5 FM
- Cadena Dial Asturias - 91.1 FM
- LOS40 Classic Asturias - 88.9 FM
- LOS40 Urban Asturias - 94.7 FM, (señal procedente de Grado y única frecuencia en Asturias)
- Onda Cero Oviedo - 95.2 FM
- Europa FM Asturias (señal procedente del Pico Fario, Siero y cubre la zona central de la región) 97.0 FM.
- RNE 1 Oviedo - 89.4 FM / 102.5 FM / 729 OM / DAB+ 10C
- Radio Clásica (RNE-CLAS) Oviedo 96.0 FM / 92.2 FM / DAB+ 10C
- Radio 3 RNE 3 Oviedo- 90.3 FM / 94.4 FM / DAB+ 10C
- RNE 5 - Asturias Oviedo - 99.6 FM / 104.4 FM / 531 OM / DAB+ 10C
- RPA 106.4 FM
- Kiss FM (España) Oviedo - 101.1 FM
- Radio QK Oviedo - 107.2 FM (emisora de Radio Libre) (Sin emisión en la actualidad)
- COPE Oviedo - 92.8 FM
- Cadena 100 Asturias - 103.6 FM (señal procedente de Gijón y única frecuencia de Cadena 100 en Asturias)

#### Cadenas de televisión
- Radiotelevisión del Principado de Asturias (cadena autonómica)
- Oviedo TV (cesó sus emisiones entre diciembre de 2011 y enero de 2012)

## Ciudades hermanadas

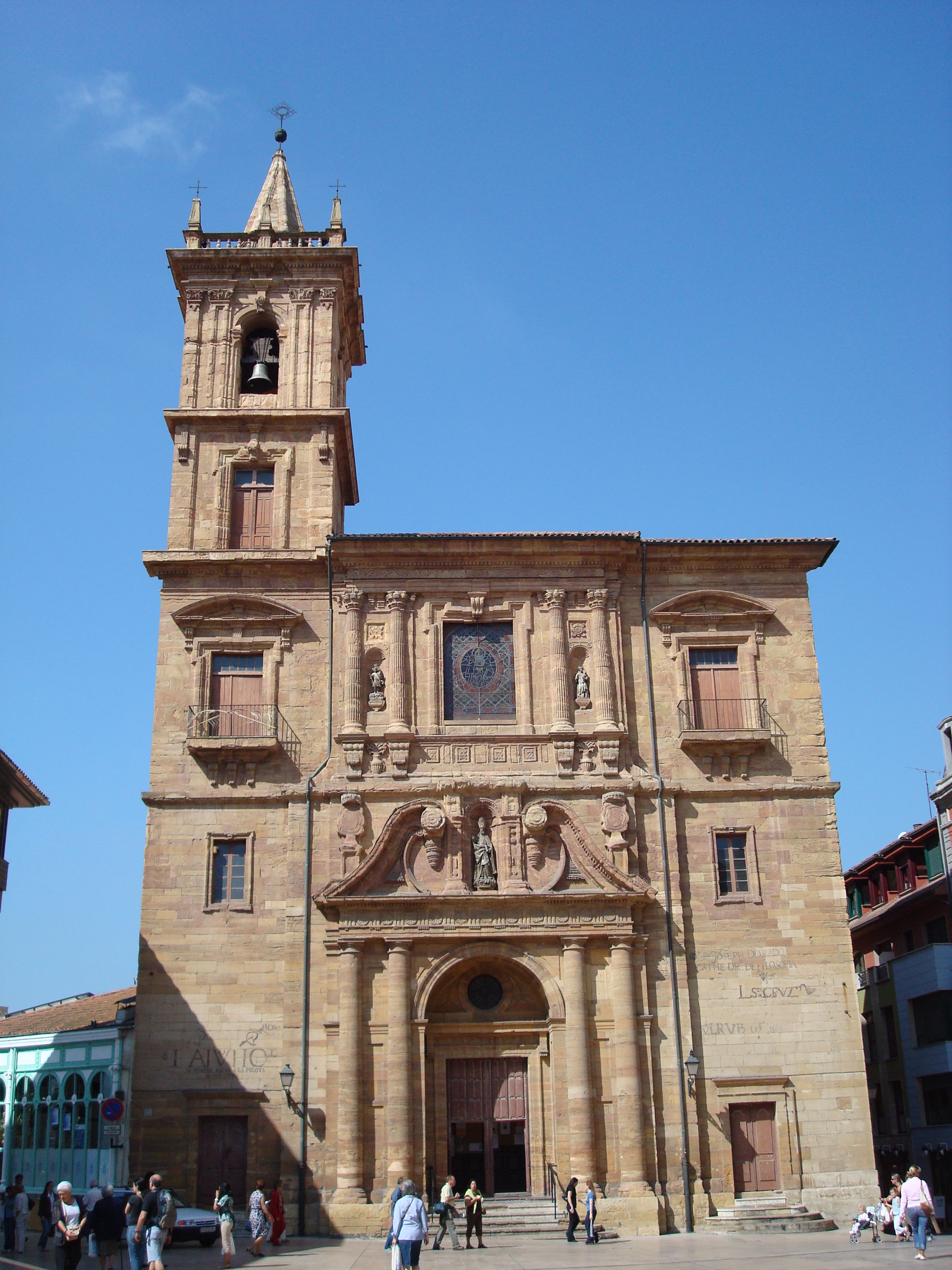
Iglesia de San Isidoro el Real, en la plaza del Ayuntamiento

Las ciudades hermanadas con Oviedo son las siguientes:
| Ciudad                 | País                   | Fecha de hermanamiento   |
| ---------------------- | ---------------------- | ------------------------ |
| Valparaíso             | Chile                  | 26 de enero de 1972      |
| Bochum                 | Alemania               | 26 de octubre de 1979    |
| Buenos Aires           | Argentina              | 29 de abril de 1983      |
| Veracruz               | México                 | 24 de noviembre de 1983  |
| Clermont-Ferrand       | Francia                | 5 de abril de 1988       |
| Tampa                  | Estados Unidos         | 13 de diciembre de 1991  |
| Santiago de Compostela | España                 | 12 de enero de 1993      |
| Santa Clara            | Cuba                   | 2 de octubre de 1995     |
| Jersey City            | Estados Unidos         | 7 de julio de 1998       |
| Jolón                  | Israel                 | 6 de abril de 1999       |
| Zamora                 | España                 | 9 de octubre de 2001     |
| Torrevieja             | España                 | 2 de enero de 2004       |
| Valencia de Don Juan   | España                 | 14 de junio de 2004      |
| Hangzhou               | China                  | 12 de mayo de 2006       |
| Santander              | España                 | 14 de mayo de 2007       |
| Viseo                  | Portugal               | 10 de abril de 2007      |
| Torrelavega            | España                 | 17 de mayo de 2008       |
| Maranello              | Italia                 | 17 de septiembre de 2010 |
| Móstoles               | España                 | 2 de mayo de 2012        |
| Fuyaira                | Emiratos Árabes Unidos | 1 de mayo de 2014        |
| Sintra                 | Portugal               | 24 de noviembre de 2018  |
| Pachuca de Soto        | México                 | 16 de diciembre de 2022  |

### Toponimia
- Galmés, Álvaro (2000). Los topónimos: sus blasones y trofeos (la toponimia mítica). Real Academia de la Historia. ISBN 9788489512795. Consultado el 4 de abril de 2011.
- Tolivar Faes, José Ramón (1992). Nombres y cosas de las calles de Oviedo. Oviedo: Ayuntamiento de Oviedo. ISBN 84-606-1037-3.

### Arte
- Barón Thaidigsmann, Javier, ed. (1996). El Arte en Asturias a través de sus obras. Oviedo: Editorial Prensa Asturiana. ISBN 84-87730-98-1.
- Olaguer-Feliú, Fernando (1998). Arte medieval español hasta el año mil. Ensayos 127 (2.ª edición). Ediciones Encuentro. ISBN 9788474904888. Consultado el 4 de abril de 2011.